# Lista de asteroides (404001-405000)
Esta é uma lista parcial de asteroides, do asteroide número 404001 até o 405000, inclusive. Veja também o índice com todas as listas disponíveis.

| Objeto Próximos à Terra | Cinturão de asteroides (interno) | Cinturão de asteroides (externo) | Centauro       |
| Cruzador de Marte       | Cinturão de asteroides (meio)    | Troianos de Júpiter              | Transnetuniano |

Veja mais dados de cada asteroide na ligação externa para o Minor Planet Center na última coluna.
Índice: 404001... 404101... 404201... 404301... 404401... 404501... 404601... 404701... 404801... 404901... 

## 404001–404100
| Designação | Designação | Descoberta  | Descoberta    | Descobridor(es)     | Categoria | Mais informações / Referência |
| Permanente | Provisória | Data        | Local         | Descobridor(es)     | Categoria | Mais informações / Referência |
| ---------- | ---------- | ----------- | ------------- | ------------------- | --------- | ----------------------------- |
| 404001     | 2012 BC138 | 25 dez 2005 | Kitt Peak     | Spacewatch          | —         | MPC                           |
| 404002     | 2012 BO138 | 29 out 2005 | Mount Lemmon  | Mount Lemmon Survey | —         | MPC                           |
| 404003     | 2012 BU138 | 22 nov 2005 | Kitt Peak     | Spacewatch          | —         | MPC                           |
| 404004     | 2012 BX148 | 29 jan 2012 | Kitt Peak     | Spacewatch          | —         | MPC                           |
| 404005     | 2012 BA152 | 31 dez 2000 | Kitt Peak     | Spacewatch          | —         | MPC                           |
| 404006     | 2012 BO152 | 18 fev 2008 | Mount Lemmon  | Mount Lemmon Survey | —         | MPC                           |
| 404007     | 2012 CB2   | 30 set 2003 | Kitt Peak     | Spacewatch          | —         | MPC                           |
| 404008     | 2012 CC2   | 23 fev 2007 | Kitt Peak     | Spacewatch          | —         | MPC                           |
| 404009     | 2012 CT7   | 19 set 2006 | Catalina      | CSS                 | —         | MPC                           |
| 404010     | 2012 CU7   | 5 nov 2010  | Mount Lemmon  | Mount Lemmon Survey | Brangane  | MPC                           |
| 404011     | 2012 CP10  | 23 fev 2007 | Kitt Peak     | Spacewatch          | —         | MPC                           |
| 404012     | 2012 CB12  | 28 nov 2010 | Mount Lemmon  | Mount Lemmon Survey | —         | MPC                           |
| 404013     | 2012 CF12  | 26 set 2009 | Kitt Peak     | Spacewatch          | —         | MPC                           |
| 404014     | 2012 CN12  | 21 fev 2007 | Mount Lemmon  | Mount Lemmon Survey | Brangane  | MPC                           |
| 404015     | 2012 CY12  | 12 mar 2007 | Kitt Peak     | Spacewatch          | —         | MPC                           |
| 404016     | 2012 CE13  | 16 nov 2010 | Mount Lemmon  | Mount Lemmon Survey | —         | MPC                           |
| 404017     | 2012 CN13  | 25 set 2006 | Catalina      | CSS                 | —         | MPC                           |
| 404018     | 2012 CQ14  | 28 mar 2008 | Kitt Peak     | Spacewatch          | —         | MPC                           |
| 404019     | 2012 CG15  | 21 jan 2012 | Kitt Peak     | Spacewatch          | —         | MPC                           |
| 404020     | 2012 CM16  | 17 out 2010 | Kitt Peak     | Spacewatch          | —         | MPC                           |
| 404021     | 2012 CY17  | 13 set 2004 | Kitt Peak     | Spacewatch          | Brangane  | MPC                           |
| 404022     | 2012 CC21  | 25 set 2005 | Kitt Peak     | Spacewatch          | —         | MPC                           |
| 404023     | 2012 CE29  | 11 mar 2008 | Siding Spring | SSS                 | —         | MPC                           |
| 404024     | 2012 CH29  | 19 out 2006 | Catalina      | CSS                 | —         | MPC                           |
| 404025     | 2012 CG30  | 17 fev 2007 | Kitt Peak     | Spacewatch          | Brangane  | MPC                           |
| 404026     | 2012 CW34  | 26 jan 2012 | Kitt Peak     | Spacewatch          | —         | MPC                           |
| 404027     | 2012 CU37  | 20 jan 2012 | Kitt Peak     | Spacewatch          | —         | MPC                           |
| 404028     | 2012 CP41  | 15 set 2010 | Catalina      | CSS                 | —         | MPC                           |
| 404029     | 2012 CU42  | 8 jan 2006  | Kitt Peak     | Spacewatch          | —         | MPC                           |
| 404030     | 2012 CW42  | 12 mar 2007 | Kitt Peak     | Spacewatch          | Brangane  | MPC                           |
| 404031     | 2012 CG43  | 28 nov 2011 | Mount Lemmon  | Mount Lemmon Survey | —         | MPC                           |
| 404032     | 2012 CR44  | 27 fev 2007 | Kitt Peak     | Spacewatch          | —         | MPC                           |
| 404033     | 2012 CF45  | 27 dez 2011 | Mount Lemmon  | Mount Lemmon Survey | —         | MPC                           |
| 404034     | 2012 CT45  | 10 set 2010 | Mount Lemmon  | Mount Lemmon Survey | Phocaea   | MPC                           |
| 404035     | 2012 CM49  | 20 nov 2006 | Kitt Peak     | Spacewatch          | —         | MPC                           |
| 404036     | 2012 CM51  | 21 fev 2007 | Kitt Peak     | Spacewatch          | Brangane  | MPC                           |
| 404037     | 2012 CU52  | 27 jan 2007 | Kitt Peak     | Spacewatch          | —         | MPC                           |
| 404038     | 2012 CQ53  | 21 dez 2000 | Kitt Peak     | Spacewatch          | —         | MPC                           |
| 404039     | 2012 DC    | 19 set 2009 | Mount Lemmon  | Mount Lemmon Survey | —         | MPC                           |
| 404040     | 2012 DO1   | 15 ago 2009 | Kitt Peak     | Spacewatch          | —         | MPC                           |
| 404041     | 2012 DD3   | 22 jan 2006 | Mount Lemmon  | Mount Lemmon Survey | —         | MPC                           |
| 404042     | 2012 DQ5   | 5 dez 2002  | Kitt Peak     | Spacewatch          | —         | MPC                           |
| 404043     | 2012 DV5   | 9 jan 2006  | Kitt Peak     | Spacewatch          | —         | MPC                           |
| 404044     | 2012 DA6   | 31 dez 2005 | Kitt Peak     | Spacewatch          | —         | MPC                           |
| 404045     | 2012 DB7   | 26 dez 2011 | Kitt Peak     | Spacewatch          | —         | MPC                           |
| 404046     | 2012 DC7   | 1 nov 2011  | Mount Lemmon  | Mount Lemmon Survey | —         | MPC                           |
| 404047     | 2012 DB8   | 29 out 2003 | Kitt Peak     | Spacewatch          | —         | MPC                           |
| 404048     | 2012 DY8   | 9 out 2010  | Mount Lemmon  | Mount Lemmon Survey | —         | MPC                           |
| 404049     | 2012 DR9   | 27 jan 2007 | Mount Lemmon  | Mount Lemmon Survey | Brangane  | MPC                           |
| 404050     | 2012 DL12  | 30 jan 2012 | Kitt Peak     | Spacewatch          | —         | MPC                           |
| 404051     | 2012 DT13  | 14 mar 2007 | Mount Lemmon  | Mount Lemmon Survey | —         | MPC                           |
| 404052     | 2012 DV13  | 18 set 2010 | Mount Lemmon  | Mount Lemmon Survey | —         | MPC                           |
| 404053     | 2012 DG16  | 1 dez 2010  | Kitt Peak     | Spacewatch          | —         | MPC                           |
| 404054     | 2012 DJ16  | 3 fev 2012  | Mount Lemmon  | Mount Lemmon Survey | Brangane  | MPC                           |
| 404055     | 2012 DV16  | 7 out 2004  | Kitt Peak     | Spacewatch          | —         | MPC                           |
| 404056     | 2012 DE17  | 25 jul 2010 | WISE          | WISE                | —         | MPC                           |
| 404057     | 2012 DO23  | 30 jan 2006 | Catalina      | CSS                 | —         | MPC                           |
| 404058     | 2012 DX26  | 12 mar 2007 | Catalina      | CSS                 | —         | MPC                           |
| 404059     | 2012 DD27  | 17 fev 2007 | Mount Lemmon  | Mount Lemmon Survey | —         | MPC                           |
| 404060     | 2012 DJ27  | 23 jan 2006 | Kitt Peak     | Spacewatch          | —         | MPC                           |
| 404061     | 2012 DM27  | 17 set 2009 | Kitt Peak     | Spacewatch          | —         | MPC                           |
| 404062     | 2012 DK29  | 28 ago 2005 | Kitt Peak     | Spacewatch          | —         | MPC                           |
| 404063     | 2012 DS33  | 17 fev 2007 | Mount Lemmon  | Mount Lemmon Survey | —         | MPC                           |
| 404064     | 2012 DD38  | 28 dez 2005 | Kitt Peak     | Spacewatch          | —         | MPC                           |
| 404065     | 2012 DQ39  | 18 jan 2010 | WISE          | WISE                | Brangane  | MPC                           |
| 404066     | 2012 DT43  | 27 jan 2006 | Mount Lemmon  | Mount Lemmon Survey | —         | MPC                           |
| 404067     | 2012 DC50  | 15 mar 2007 | Mount Lemmon  | Mount Lemmon Survey | —         | MPC                           |
| 404068     | 2012 DN59  | 16 mar 2007 | Kitt Peak     | Spacewatch          | —         | MPC                           |
| 404069     | 2012 DF60  | 17 fev 2007 | Kitt Peak     | Spacewatch          | Brangane  | MPC                           |
| 404070     | 2012 DW61  | 15 out 2004 | Mount Lemmon  | Mount Lemmon Survey | —         | MPC                           |
| 404071     | 2012 DU65  | 4 dez 2005  | Mount Lemmon  | Mount Lemmon Survey | —         | MPC                           |
| 404072     | 2012 DF67  | 31 jan 2006 | Kitt Peak     | Spacewatch          | —         | MPC                           |
| 404073     | 2012 DE69  | 29 jul 2010 | WISE          | WISE                | —         | MPC                           |
| 404074     | 2012 DH71  | 26 nov 2005 | Mount Lemmon  | Mount Lemmon Survey | —         | MPC                           |
| 404075     | 2012 DJ73  | 19 jan 2012 | Kitt Peak     | Spacewatch          | Ursula    | MPC                           |
| 404076     | 2012 DM79  | 16 mar 2007 | Kitt Peak     | Spacewatch          | —         | MPC                           |
| 404077     | 2012 DV81  | 11 set 2004 | Kitt Peak     | Spacewatch          | —         | MPC                           |
| 404078     | 2012 DT83  | 21 dez 2005 | Catalina      | CSS                 | —         | MPC                           |
| 404079     | 2012 DL88  | 17 fev 2004 | Kitt Peak     | Spacewatch          | Pallas    | MPC                           |
| 404080     | 2012 DB89  | 29 set 2009 | Mount Lemmon  | Mount Lemmon Survey | —         | MPC                           |
| 404081     | 2012 DK89  | 13 dez 2010 | Mount Lemmon  | Mount Lemmon Survey | Ursula    | MPC                           |
| 404082     | 2012 EN    | 9 mar 2005  | Mount Lemmon  | Mount Lemmon Survey | —         | MPC                           |
| 404083     | 2012 ER1   | 19 abr 2007 | Kitt Peak     | Spacewatch          | —         | MPC                           |
| 404084     | 2012 ES1   | 22 fev 2006 | Anderson Mesa | LONEOS              | —         | MPC                           |
| 404085     | 2012 ET4   | 7 out 2004  | Socorro       | LINEAR              | —         | MPC                           |
| 404086     | 2012 ES6   | 26 jan 2000 | Kitt Peak     | Spacewatch          | —         | MPC                           |
| 404087     | 2012 EN7   | 19 set 2003 | Socorro       | LINEAR              | —         | MPC                           |
| 404088     | 2012 EZ10  | 9 out 2004  | Kitt Peak     | Spacewatch          | —         | MPC                           |
| 404089     | 2012 FV    | 10 nov 2005 | Mount Lemmon  | Mount Lemmon Survey | —         | MPC                           |
| 404090     | 2012 FP5   | 10 mar 2007 | Mount Lemmon  | Mount Lemmon Survey | —         | MPC                           |
| 404091     | 2012 FO9   | 14 jan 2010 | WISE          | WISE                | —         | MPC                           |
| 404092     | 2012 FF19  | 22 abr 2007 | Kitt Peak     | Spacewatch          | —         | MPC                           |
| 404093     | 2012 FK22  | 3 set 1997  | Caussols      | ODAS                | —         | MPC                           |
| 404094     | 2012 FE30  | 12 dez 2004 | Kitt Peak     | Spacewatch          | —         | MPC                           |
| 404095     | 2012 FP32  | 27 dez 2005 | Kitt Peak     | Spacewatch          | —         | MPC                           |
| 404096     | 2012 FJ33  | 12 mar 2007 | Kitt Peak     | Spacewatch          | —         | MPC                           |
| 404097     | 2012 FN33  | 6 set 2008  | Mount Lemmon  | Mount Lemmon Survey | —         | MPC                           |
| 404098     | 2012 FM45  | 28 dez 2005 | Mount Lemmon  | Mount Lemmon Survey | —         | MPC                           |
| 404099     | 2012 FE46  | 22 fev 2012 | Kitt Peak     | Spacewatch          | —         | MPC                           |
| 404100     | 2012 FK50  | 24 dez 2006 | Kitt Peak     | Spacewatch          | —         | MPC                           |

## 404101–404200
| Designação | Designação | Descoberta  | Descoberta       | Descobridor(es)     | Categoria | Mais informações / Referência |
| Permanente | Provisória | Data        | Local            | Descobridor(es)     | Categoria | Mais informações / Referência |
| ---------- | ---------- | ----------- | ---------------- | ------------------- | --------- | ----------------------------- |
| 404101     | 2012 FW57  | 30 jan 2006 | Kitt Peak        | Spacewatch          | —         | MPC                           |
| 404102     | 2012 FS69  | 17 nov 2010 | Mount Lemmon     | Mount Lemmon Survey | —         | MPC                           |
| 404103     | 2012 FC82  | 23 abr 2007 | Mount Lemmon     | Mount Lemmon Survey | —         | MPC                           |
| 404104     | 2012 GN2   | 4 set 1999  | Kitt Peak        | Spacewatch          | —         | MPC                           |
| 404105     | 2012 GX20  | 25 abr 2007 | Kitt Peak        | Spacewatch          | —         | MPC                           |
| 404106     | 2012 HX36  | 5 fev 2000  | Kitt Peak        | Spacewatch          | —         | MPC                           |
| 404107     | 2012 QW35  | 18 nov 2009 | Kitt Peak        | Spacewatch          | —         | MPC                           |
| 404108     | 2012 SF51  | 24 set 2012 | Mount Lemmon     | Mount Lemmon Survey | —         | MPC                           |
| 404109     | 2012 UE1   | 22 mai 2003 | Kitt Peak        | Spacewatch          | Juno      | MPC                           |
| 404110     | 2012 WO8   | 22 set 2003 | Kitt Peak        | Spacewatch          | —         | MPC                           |
| 404111     | 2012 XO40  | 19 nov 2003 | Anderson Mesa    | LONEOS              | —         | MPC                           |
| 404112     | 2012 XQ83  | 30 dez 2007 | Kitt Peak        | Spacewatch          | —         | MPC                           |
| 404113     | 2012 XX105 | 29 jan 2006 | Catalina         | CSS                 | —         | MPC                           |
| 404114     | 2012 XL152 | 2 fev 2006  | Anderson Mesa    | LONEOS              | —         | MPC                           |
| 404115     | 2013 AG    | 15 jun 2010 | Siding Spring    | SSS                 | —         | MPC                           |
| 404116     | 2013 AV17  | 10 fev 2002 | Anderson Mesa    | LONEOS              | —         | MPC                           |
| 404117     | 2013 AJ23  | 20 fev 2002 | Kitt Peak        | Spacewatch          | —         | MPC                           |
| 404118     | 2013 AF40  | 1 nov 2008  | Mount Lemmon     | Mount Lemmon Survey | —         | MPC                           |
| 404119     | 2013 AA42  | 26 mar 2006 | Kitt Peak        | Spacewatch          | —         | MPC                           |
| 404120     | 2013 AZ57  | 20 fev 2006 | Mount Lemmon     | Mount Lemmon Survey | —         | MPC                           |
| 404121     | 2013 AY59  | 24 fev 2006 | Mount Lemmon     | Mount Lemmon Survey | —         | MPC                           |
| 404122     | 2013 AH74  | 13 abr 2005 | Catalina         | CSS                 | —         | MPC                           |
| 404123     | 2013 AL114 | 22 jun 2006 | Kitt Peak        | Spacewatch          | —         | MPC                           |
| 404124     | 2013 AW116 | 11 set 2007 | Kitt Peak        | Spacewatch          | —         | MPC                           |
| 404125     | 2013 AW117 | 10 fev 2002 | Socorro          | LINEAR              | —         | MPC                           |
| 404126     | 2013 AM128 | 1 fev 2006  | Kitt Peak        | Spacewatch          | —         | MPC                           |
| 404127     | 2013 AN174 | 10 mai 2005 | Mount Lemmon     | Mount Lemmon Survey | —         | MPC                           |
| 404128     | 2013 AS182 | 13 mar 2010 | Mount Lemmon     | Mount Lemmon Survey | —         | MPC                           |
| 404129     | 2013 BN8   | 22 dez 2008 | Kitt Peak        | Spacewatch          | —         | MPC                           |
| 404130     | 2013 BF28  | 22 nov 2006 | Kitt Peak        | Spacewatch          | —         | MPC                           |
| 404131     | 2013 BD30  | 23 set 2008 | Kitt Peak        | Spacewatch          | —         | MPC                           |
| 404132     | 2013 BL61  | 5 jan 2013  | Kitt Peak        | Spacewatch          | —         | MPC                           |
| 404133     | 2013 BP61  | 28 dez 2005 | Mount Lemmon     | Mount Lemmon Survey | —         | MPC                           |
| 404134     | 2013 BQ62  | 14 set 2007 | Mount Lemmon     | Mount Lemmon Survey | —         | MPC                           |
| 404135     | 2013 CH2   | 27 fev 2009 | Siding Spring    | SSS                 | —         | MPC                           |
| 404136     | 2013 CV4   | 1 fev 2006  | Mount Lemmon     | Mount Lemmon Survey | —         | MPC                           |
| 404137     | 2013 CX9   | 24 mar 2006 | Mount Lemmon     | Mount Lemmon Survey | Mitidika  | MPC                           |
| 404138     | 2013 CM10  | 21 dez 2008 | Kitt Peak        | Spacewatch          | —         | MPC                           |
| 404139     | 2013 CP16  | 13 mar 2002 | Socorro          | LINEAR              | —         | MPC                           |
| 404140     | 2013 CQ17  | 4 fev 2009  | Mount Lemmon     | Mount Lemmon Survey | —         | MPC                           |
| 404141     | 2013 CE18  | 11 nov 2001 | Kitt Peak        | Spacewatch          | —         | MPC                           |
| 404142     | 2013 CK18  | 28 ago 2006 | Kitt Peak        | Spacewatch          | Phocaea   | MPC                           |
| 404143     | 2013 CR18  | 22 out 2008 | Kitt Peak        | Spacewatch          | —         | MPC                           |
| 404144     | 2013 CY18  | 30 dez 2008 | Mount Lemmon     | Mount Lemmon Survey | Mitidika  | MPC                           |
| 404145     | 2013 CB19  | 1 mar 2005  | Kitt Peak        | Spacewatch          | —         | MPC                           |
| 404146     | 2013 CD19  | 26 out 2008 | Kitt Peak        | Spacewatch          | —         | MPC                           |
| 404147     | 2013 CF24  | 28 jan 2006 | Mount Lemmon     | Mount Lemmon Survey | —         | MPC                           |
| 404148     | 2013 CK29  | 11 jul 2004 | Socorro          | LINEAR              | —         | MPC                           |
| 404149     | 2013 CR30  | 23 jan 2006 | Kitt Peak        | Spacewatch          | —         | MPC                           |
| 404150     | 2013 CB32  | 27 mar 2003 | Campo Imperatore | CINEOS              | —         | MPC                           |
| 404151     | 2013 CQ33  | 12 mai 2008 | Siding Spring    | SSS                 | —         | MPC                           |
| 404152     | 2013 CK38  | 24 ago 2007 | Kitt Peak        | Spacewatch          | —         | MPC                           |
| 404153     | 2013 CU38  | 24 set 2011 | Mount Lemmon     | Mount Lemmon Survey | —         | MPC                           |
| 404154     | 2013 CS44  | 28 jan 2009 | Kitt Peak        | Spacewatch          | —         | MPC                           |
| 404155     | 2013 CF46  | 7 mai 2006  | Mount Lemmon     | Mount Lemmon Survey | —         | MPC                           |
| 404156     | 2013 CS46  | 5 mar 2010  | Kitt Peak        | Spacewatch          | —         | MPC                           |
| 404157     | 2013 CJ50  | 29 fev 2000 | Socorro          | LINEAR              | —         | MPC                           |
| 404158     | 2013 CR54  | 2 mar 2006  | Kitt Peak        | Spacewatch          | —         | MPC                           |
| 404159     | 2013 CG58  | 5 fev 2013  | Kitt Peak        | Spacewatch          | —         | MPC                           |
| 404160     | 2013 CH62  | 16 jan 2009 | Kitt Peak        | Spacewatch          | —         | MPC                           |
| 404161     | 2013 CS64  | 28 dez 2005 | Mount Lemmon     | Mount Lemmon Survey | —         | MPC                           |
| 404162     | 2013 CX66  | 3 fev 2009  | Kitt Peak        | Spacewatch          | —         | MPC                           |
| 404163     | 2013 CG70  | 16 mar 2010 | WISE             | WISE                | —         | MPC                           |
| 404164     | 2013 CC71  | 15 jan 2008 | Kitt Peak        | Spacewatch          | Eos       | MPC                           |
| 404165     | 2013 CP75  | 23 jan 2006 | Kitt Peak        | Spacewatch          | —         | MPC                           |
| 404166     | 2013 CQ75  | 17 set 2003 | Kitt Peak        | Spacewatch          | —         | MPC                           |
| 404167     | 2013 CX75  | 5 mar 2006  | Kitt Peak        | Spacewatch          | —         | MPC                           |
| 404168     | 2013 CF77  | 22 fev 2006 | Mount Lemmon     | Mount Lemmon Survey | —         | MPC                           |
| 404169     | 2013 CF79  | 11 jan 2000 | Kitt Peak        | Spacewatch          | —         | MPC                           |
| 404170     | 2013 CZ79  | 9 fev 1999  | Kitt Peak        | Spacewatch          | —         | MPC                           |
| 404171     | 2013 CV81  | 1 nov 2008  | Mount Lemmon     | Mount Lemmon Survey | —         | MPC                           |
| 404172     | 2013 CH83  | 24 abr 2009 | Kitt Peak        | Spacewatch          | —         | MPC                           |
| 404173     | 2013 CF84  | 16 jan 2005 | Kitt Peak        | Spacewatch          | —         | MPC                           |
| 404174     | 2013 CA86  | 25 out 2008 | Kitt Peak        | Spacewatch          | —         | MPC                           |
| 404175     | 2013 CL86  | 24 mar 2006 | Kitt Peak        | Spacewatch          | —         | MPC                           |
| 404176     | 2013 CO87  | 18 mar 2010 | Kitt Peak        | Spacewatch          | —         | MPC                           |
| 404177     | 2013 CO88  | 27 ago 2006 | Anderson Mesa    | LONEOS              | —         | MPC                           |
| 404178     | 2013 CC90  | 16 jan 2004 | Catalina         | CSS                 | —         | MPC                           |
| 404179     | 2013 CM93  | 29 dez 2005 | Kitt Peak        | Spacewatch          | —         | MPC                           |
| 404180     | 2013 CG98  | 24 fev 2009 | Kitt Peak        | Spacewatch          | —         | MPC                           |
| 404181     | 2013 CL100 | 8 jan 2013  | Mount Lemmon     | Mount Lemmon Survey | —         | MPC                           |
| 404182     | 2013 CZ101 | 3 mar 2005  | Kitt Peak        | Spacewatch          | —         | MPC                           |
| 404183     | 2013 CO103 | 29 abr 2003 | Socorro          | LINEAR              | —         | MPC                           |
| 404184     | 2013 CU106 | 11 jul 2004 | Socorro          | LINEAR              | —         | MPC                           |
| 404185     | 2013 CY110 | 28 set 2011 | Mount Lemmon     | Mount Lemmon Survey | —         | MPC                           |
| 404186     | 2013 CK111 | 7 out 2004  | Kitt Peak        | Spacewatch          | —         | MPC                           |
| 404187     | 2013 CC112 | 7 fev 2006  | Mount Lemmon     | Mount Lemmon Survey | —         | MPC                           |
| 404188     | 2013 CD113 | 30 jan 2006 | Kitt Peak        | Spacewatch          | —         | MPC                           |
| 404189     | 2013 CE113 | 6 fev 2002  | Socorro          | LINEAR              | —         | MPC                           |
| 404190     | 2013 CB118 | 9 abr 2006  | Kitt Peak        | Spacewatch          | —         | MPC                           |
| 404191     | 2013 CC118 | 8 abr 2006  | Kitt Peak        | Spacewatch          | —         | MPC                           |
| 404192     | 2013 CK120 | 28 out 2011 | Mount Lemmon     | Mount Lemmon Survey | —         | MPC                           |
| 404193     | 2013 CY122 | 1 jan 2009  | Kitt Peak        | Spacewatch          | —         | MPC                           |
| 404194     | 2013 CH123 | 26 out 2008 | Kitt Peak        | Spacewatch          | —         | MPC                           |
| 404195     | 2013 CH125 | 24 out 2011 | Mount Lemmon     | Mount Lemmon Survey | Flora     | MPC                           |
| 404196     | 2013 CC126 | 30 nov 2008 | Kitt Peak        | Spacewatch          | —         | MPC                           |
| 404197     | 2013 CW130 | 17 jan 2005 | Kitt Peak        | Spacewatch          | —         | MPC                           |
| 404198     | 2013 CL132 | 19 jan 2004 | Kitt Peak        | Spacewatch          | —         | MPC                           |
| 404199     | 2013 CG133 | 1 jan 2008  | Kitt Peak        | Spacewatch          | —         | MPC                           |
| 404200     | 2013 CH133 | 16 mar 2002 | Kitt Peak        | Spacewatch          | —         | MPC                           |

## 404201–404300
| Designação | Designação | Descoberta  | Descoberta   | Descobridor(es)     | Categoria | Mais informações / Referência |
| Permanente | Provisória | Data        | Local        | Descobridor(es)     | Categoria | Mais informações / Referência |
| ---------- | ---------- | ----------- | ------------ | ------------------- | --------- | ----------------------------- |
| 404201     | 2013 CV136 | 26 fev 2009 | Kitt Peak    | Spacewatch          | —         | MPC                           |
| 404202     | 2013 CM138 | 23 set 2011 | Kitt Peak    | Spacewatch          | —         | MPC                           |
| 404203     | 2013 CS144 | 6 abr 1994  | Kitt Peak    | Spacewatch          | —         | MPC                           |
| 404204     | 2013 CK152 | 11 mai 2010 | Mount Lemmon | Mount Lemmon Survey | —         | MPC                           |
| 404205     | 2013 CS156 | 21 fev 2009 | Kitt Peak    | Spacewatch          | —         | MPC                           |
| 404206     | 2013 CH159 | 18 fev 2010 | Mount Lemmon | Mount Lemmon Survey | —         | MPC                           |
| 404207     | 2013 CB160 | 16 set 2003 | Kitt Peak    | Spacewatch          | —         | MPC                           |
| 404208     | 2013 CL162 | 20 fev 2009 | Kitt Peak    | Spacewatch          | —         | MPC                           |
| 404209     | 2013 CQ162 | 28 jan 2006 | Mount Lemmon | Mount Lemmon Survey | —         | MPC                           |
| 404210     | 2013 CU163 | 13 mar 2005 | Mount Lemmon | Mount Lemmon Survey | —         | MPC                           |
| 404211     | 2013 CE166 | 2 dez 2008  | Mount Lemmon | Mount Lemmon Survey | —         | MPC                           |
| 404212     | 2013 CM169 | 28 jan 2006 | Kitt Peak    | Spacewatch          | —         | MPC                           |
| 404213     | 2013 CR169 | 11 abr 2010 | Mount Lemmon | Mount Lemmon Survey | —         | MPC                           |
| 404214     | 2013 CX170 | 14 mar 2000 | Kitt Peak    | Spacewatch          | —         | MPC                           |
| 404215     | 2013 CM172 | 3 mar 2006  | Kitt Peak    | Spacewatch          | —         | MPC                           |
| 404216     | 2013 CT174 | 29 set 2008 | Mount Lemmon | Mount Lemmon Survey | —         | MPC                           |
| 404217     | 2013 CC181 | 14 dez 2001 | Socorro      | LINEAR              | —         | MPC                           |
| 404218     | 2013 CT183 | 15 fev 2009 | Catalina     | CSS                 | Phocaea   | MPC                           |
| 404219     | 2013 CR184 | 10 jun 2010 | WISE         | WISE                | —         | MPC                           |
| 404220     | 2013 CG187 | 12 mar 2005 | Socorro      | LINEAR              | —         | MPC                           |
| 404221     | 2013 CZ187 | 1 out 2005  | Kitt Peak    | Spacewatch          | —         | MPC                           |
| 404222     | 2013 CJ200 | 30 dez 2005 | Kitt Peak    | Spacewatch          | —         | MPC                           |
| 404223     | 2013 CY203 | 10 mai 2003 | Kitt Peak    | Spacewatch          | —         | MPC                           |
| 404224     | 2013 CX206 | 21 set 2011 | Catalina     | CSS                 | —         | MPC                           |
| 404225     | 2013 CS208 | 1 jan 2009  | Kitt Peak    | Spacewatch          | —         | MPC                           |
| 404226     | 2013 CM222 | 19 abr 2009 | Mount Lemmon | Mount Lemmon Survey | —         | MPC                           |
| 404227     | 2013 DB5   | 23 mar 2006 | Catalina     | CSS                 | —         | MPC                           |
| 404228     | 2013 DF6   | 12 out 2007 | Mount Lemmon | Mount Lemmon Survey | —         | MPC                           |
| 404229     | 2013 DM7   | 26 jan 2009 | Mount Lemmon | Mount Lemmon Survey | —         | MPC                           |
| 404230     | 2013 EF2   | 25 dez 2005 | Mount Lemmon | Mount Lemmon Survey | —         | MPC                           |
| 404231     | 2013 EF3   | 25 jan 2009 | Kitt Peak    | Spacewatch          | —         | MPC                           |
| 404232     | 2013 EZ3   | 18 dez 2001 | Kitt Peak    | Spacewatch          | —         | MPC                           |
| 404233     | 2013 EM4   | 20 fev 2009 | Catalina     | CSS                 | Phocaea   | MPC                           |
| 404234     | 2013 EF5   | 13 ago 2010 | Kitt Peak    | Spacewatch          | —         | MPC                           |
| 404235     | 2013 EH5   | 28 fev 2009 | Mount Lemmon | Mount Lemmon Survey | —         | MPC                           |
| 404236     | 2013 EH6   | 13 set 2007 | Kitt Peak    | Spacewatch          | —         | MPC                           |
| 404237     | 2013 EF7   | 21 set 2003 | Kitt Peak    | Spacewatch          | —         | MPC                           |
| 404238     | 2013 EK7   | 23 ago 2007 | Kitt Peak    | Spacewatch          | —         | MPC                           |
| 404239     | 2013 EV7   | 24 abr 2006 | Kitt Peak    | Spacewatch          | —         | MPC                           |
| 404240     | 2013 EK9   | 18 ago 2009 | Kitt Peak    | Spacewatch          | —         | MPC                           |
| 404241     | 2013 ER9   | 3 jun 2005  | Kitt Peak    | Spacewatch          | —         | MPC                           |
| 404242     | 2013 ES10  | 2 fev 2000  | Socorro      | LINEAR              | —         | MPC                           |
| 404243     | 2013 EA11  | 11 set 2007 | Catalina     | CSS                 | —         | MPC                           |
| 404244     | 2013 EY11  | 22 dez 2008 | Kitt Peak    | Spacewatch          | —         | MPC                           |
| 404245     | 2013 EA15  | 29 out 2008 | Kitt Peak    | Spacewatch          | —         | MPC                           |
| 404246     | 2013 ES17  | 10 jan 2008 | Mount Lemmon | Mount Lemmon Survey | —         | MPC                           |
| 404247     | 2013 ET28  | 20 out 2006 | Mount Lemmon | Mount Lemmon Survey | —         | MPC                           |
| 404248     | 2013 EW29  | 5 abr 2000  | Socorro      | LINEAR              | —         | MPC                           |
| 404249     | 2013 EZ29  | 1 mar 2009  | Kitt Peak    | Spacewatch          | —         | MPC                           |
| 404250     | 2013 EK30  | 7 set 2004  | Kitt Peak    | Spacewatch          | —         | MPC                           |
| 404251     | 2013 EO31  | 8 mai 2005  | Mount Lemmon | Mount Lemmon Survey | —         | MPC                           |
| 404252     | 2013 EX31  | 27 nov 2006 | Kitt Peak    | Spacewatch          | —         | MPC                           |
| 404253     | 2013 EY31  | 11 mai 2005 | Catalina     | CSS                 | Koronis   | MPC                           |
| 404254     | 2013 EF33  | 11 set 2010 | Mount Lemmon | Mount Lemmon Survey | Phocaea   | MPC                           |
| 404255     | 2013 EV33  | 18 set 2003 | Kitt Peak    | Spacewatch          | —         | MPC                           |
| 404256     | 2013 EY33  | 18 out 2003 | Kitt Peak    | Spacewatch          | —         | MPC                           |
| 404257     | 2013 EQ34  | 24 mar 2001 | Kitt Peak    | Spacewatch          | —         | MPC                           |
| 404258     | 2013 ER34  | 5 abr 2000  | Socorro      | LINEAR              | —         | MPC                           |
| 404259     | 2013 EO37  | 11 abr 2003 | Kitt Peak    | Spacewatch          | —         | MPC                           |
| 404260     | 2013 ES38  | 10 jan 2007 | Mount Lemmon | Mount Lemmon Survey | —         | MPC                           |
| 404261     | 2013 EL44  | 18 out 1995 | Kitt Peak    | Spacewatch          | —         | MPC                           |
| 404262     | 2013 EP45  | 3 mar 2005  | Kitt Peak    | Spacewatch          | —         | MPC                           |
| 404263     | 2013 EC46  | 30 ago 2005 | Kitt Peak    | Spacewatch          | —         | MPC                           |
| 404264     | 2013 EV50  | 7 set 2004  | Kitt Peak    | Spacewatch          | —         | MPC                           |
| 404265     | 2013 EL67  | 10 mai 2005 | Kitt Peak    | Spacewatch          | —         | MPC                           |
| 404266     | 2013 EY68  | 27 mar 2008 | Kitt Peak    | Spacewatch          | —         | MPC                           |
| 404267     | 2013 EG74  | 2 nov 2007  | Kitt Peak    | Spacewatch          | —         | MPC                           |
| 404268     | 2013 EJ79  | 18 mar 2004 | Kitt Peak    | Spacewatch          | —         | MPC                           |
| 404269     | 2013 EY80  | 24 dez 2005 | Kitt Peak    | Spacewatch          | —         | MPC                           |
| 404270     | 2013 EP82  | 21 mar 2009 | Catalina     | CSS                 | —         | MPC                           |
| 404271     | 2013 EQ83  | 5 abr 2000  | Kitt Peak    | Spacewatch          | —         | MPC                           |
| 404272     | 2013 ES84  | 25 abr 2006 | Mount Lemmon | Mount Lemmon Survey | —         | MPC                           |
| 404273     | 2013 EX85  | 27 dez 2011 | Mount Lemmon | Mount Lemmon Survey | Juno      | MPC                           |
| 404274     | 2013 EA87  | 27 abr 2009 | Mount Lemmon | Mount Lemmon Survey | —         | MPC                           |
| 404275     | 2013 EV87  | 17 jan 2007 | Kitt Peak    | Spacewatch          | —         | MPC                           |
| 404276     | 2013 EE88  | 24 nov 2011 | Mount Lemmon | Mount Lemmon Survey | —         | MPC                           |
| 404277     | 2013 EH88  | 2 abr 2006  | Catalina     | CSS                 | —         | MPC                           |
| 404278     | 2013 ET88  | 19 jun 2010 | Mount Lemmon | Mount Lemmon Survey | —         | MPC                           |
| 404279     | 2013 EN90  | 20 out 2011 | Mount Lemmon | Mount Lemmon Survey | —         | MPC                           |
| 404280     | 2013 EL91  | 5 dez 2008  | Kitt Peak    | Spacewatch          | —         | MPC                           |
| 404281     | 2013 EQ91  | 23 mai 2006 | Kitt Peak    | Spacewatch          | —         | MPC                           |
| 404282     | 2013 EH92  | 25 fev 2006 | Kitt Peak    | Spacewatch          | —         | MPC                           |
| 404283     | 2013 EQ97  | 22 fev 2004 | Kitt Peak    | Spacewatch          | —         | MPC                           |
| 404284     | 2013 EX97  | 15 abr 2001 | Kitt Peak    | Spacewatch          | —         | MPC                           |
| 404285     | 2013 EZ101 | 12 abr 2008 | Mount Lemmon | Mount Lemmon Survey | —         | MPC                           |
| 404286     | 2013 EL102 | 18 mar 2004 | Kitt Peak    | Spacewatch          | —         | MPC                           |
| 404287     | 2013 EC103 | 27 dez 2011 | Kitt Peak    | Spacewatch          | —         | MPC                           |
| 404288     | 2013 EM105 | 29 abr 2006 | Kitt Peak    | Spacewatch          | —         | MPC                           |
| 404289     | 2013 EN106 | 3 out 2006  | Mount Lemmon | Mount Lemmon Survey | —         | MPC                           |
| 404290     | 2013 EY106 | 7 mai 2005  | Kitt Peak    | Spacewatch          | —         | MPC                           |
| 404291     | 2013 ED107 | 18 nov 2007 | Mount Lemmon | Mount Lemmon Survey | —         | MPC                           |
| 404292     | 2013 EO107 | 3 mai 1997  | Kitt Peak    | Spacewatch          | —         | MPC                           |
| 404293     | 2013 EM108 | 13 dez 2006 | Kitt Peak    | Spacewatch          | Brangane  | MPC                           |
| 404294     | 2013 EH109 | 12 dez 2006 | Kitt Peak    | Spacewatch          | —         | MPC                           |
| 404295     | 2013 EL109 | 20 set 1998 | Kitt Peak    | Spacewatch          | —         | MPC                           |
| 404296     | 2013 EC110 | 28 abr 2004 | Kitt Peak    | Spacewatch          | —         | MPC                           |
| 404297     | 2013 EQ111 | 22 out 2006 | Kitt Peak    | Spacewatch          | —         | MPC                           |
| 404298     | 2013 EP113 | 15 fev 2004 | Socorro      | LINEAR              | —         | MPC                           |
| 404299     | 2013 ET113 | 7 nov 2007  | Kitt Peak    | Spacewatch          | —         | MPC                           |
| 404300     | 2013 EV113 | 1 jan 2009  | Kitt Peak    | Spacewatch          | —         | MPC                           |

## 404301–404400
| Designação | Designação | Descoberta  | Descoberta    | Descobridor(es)     | Categoria | Mais informações / Referência |
| Permanente | Provisória | Data        | Local         | Descobridor(es)     | Categoria | Mais informações / Referência |
| ---------- | ---------- | ----------- | ------------- | ------------------- | --------- | ----------------------------- |
| 404301     | 2013 EE115 | 24 fev 2006 | Mount Lemmon  | Mount Lemmon Survey | Mitidika  | MPC                           |
| 404302     | 2013 EZ115 | 26 abr 2000 | Kitt Peak     | Spacewatch          | —         | MPC                           |
| 404303     | 2013 EH119 | 7 out 1999  | Kitt Peak     | Spacewatch          | —         | MPC                           |
| 404304     | 2013 EF120 | 9 fev 2008  | Mount Lemmon  | Mount Lemmon Survey | —         | MPC                           |
| 404305     | 2013 EV120 | 7 out 2004  | Kitt Peak     | Spacewatch          | —         | MPC                           |
| 404306     | 2013 EC121 | 21 dez 2008 | Kitt Peak     | Spacewatch          | —         | MPC                           |
| 404307     | 2013 EJ121 | 21 out 2006 | Mount Lemmon  | Mount Lemmon Survey | —         | MPC                           |
| 404308     | 2013 EV122 | 3 set 1999  | Kitt Peak     | Spacewatch          | —         | MPC                           |
| 404309     | 2013 EJ123 | 25 abr 2003 | Kitt Peak     | Spacewatch          | —         | MPC                           |
| 404310     | 2013 EY124 | 27 out 2005 | Mount Lemmon  | Mount Lemmon Survey | —         | MPC                           |
| 404311     | 2013 EQ126 | 14 mai 2004 | Kitt Peak     | Spacewatch          | —         | MPC                           |
| 404312     | 2013 EN127 | 3 fev 2009  | Kitt Peak     | Spacewatch          | —         | MPC                           |
| 404313     | 2013 EQ127 | 28 set 2006 | Kitt Peak     | Spacewatch          | —         | MPC                           |
| 404314     | 2013 ET127 | 27 fev 2009 | Siding Spring | SSS                 | Phocaea   | MPC                           |
| 404315     | 2013 EG134 | 17 nov 2006 | Mount Lemmon  | Mount Lemmon Survey | —         | MPC                           |
| 404316     | 2013 FA2   | 9 mai 2004  | Kitt Peak     | Spacewatch          | —         | MPC                           |
| 404317     | 2013 FU2   | 2 fev 2009  | Mount Lemmon  | Mount Lemmon Survey | —         | MPC                           |
| 404318     | 2013 FH4   | 4 nov 2007  | Kitt Peak     | Spacewatch          | —         | MPC                           |
| 404319     | 2013 FP5   | 25 abr 2006 | Kitt Peak     | Spacewatch          | —         | MPC                           |
| 404320     | 2013 FH7   | 30 set 2010 | Mount Lemmon  | Mount Lemmon Survey | Eos       | MPC                           |
| 404321     | 2013 FT9   | 20 jan 2009 | Catalina      | CSS                 | —         | MPC                           |
| 404322     | 2013 FN10  | 19 mai 2006 | Mount Lemmon  | Mount Lemmon Survey | Mitidika  | MPC                           |
| 404323     | 2013 FY11  | 21 mar 2004 | Kitt Peak     | Spacewatch          | —         | MPC                           |
| 404324     | 2013 FH12  | 31 dez 2008 | Mount Lemmon  | Mount Lemmon Survey | —         | MPC                           |
| 404325     | 2013 FR12  | 10 mar 2005 | Anderson Mesa | LONEOS              | —         | MPC                           |
| 404326     | 2013 FA13  | 20 abr 2009 | Catalina      | CSS                 | —         | MPC                           |
| 404327     | 2013 FY14  | 16 abr 2005 | Catalina      | CSS                 | —         | MPC                           |
| 404328     | 2013 FZ16  | 30 abr 2006 | Kitt Peak     | Spacewatch          | —         | MPC                           |
| 404329     | 2013 FD17  | 17 jan 2009 | Kitt Peak     | Spacewatch          | —         | MPC                           |
| 404330     | 2013 FP17  | 6 abr 2008  | Kitt Peak     | Spacewatch          | —         | MPC                           |
| 404331     | 2013 FY18  | 10 out 2007 | Mount Lemmon  | Mount Lemmon Survey | —         | MPC                           |
| 404332     | 2013 FA19  | 2 out 2006  | Mount Lemmon  | Mount Lemmon Survey | —         | MPC                           |
| 404333     | 2013 FD20  | 1 jun 2003  | Kitt Peak     | Spacewatch          | —         | MPC                           |
| 404334     | 2013 FR20  | 13 set 2005 | Kitt Peak     | Spacewatch          | —         | MPC                           |
| 404335     | 2013 FT20  | 18 set 2010 | Mount Lemmon  | Mount Lemmon Survey | —         | MPC                           |
| 404336     | 2013 FW20  | 24 mar 2006 | Mount Lemmon  | Mount Lemmon Survey | —         | MPC                           |
| 404337     | 2013 FX20  | 14 nov 2006 | Kitt Peak     | Spacewatch          | —         | MPC                           |
| 404338     | 2013 FZ20  | 17 abr 2005 | Kitt Peak     | Spacewatch          | —         | MPC                           |
| 404339     | 2013 FB21  | 28 fev 2008 | Mount Lemmon  | Mount Lemmon Survey | —         | MPC                           |
| 404340     | 2013 FN21  | 22 set 2001 | Kitt Peak     | Spacewatch          | —         | MPC                           |
| 404341     | 2013 FW22  | 23 jan 2006 | Kitt Peak     | Spacewatch          | —         | MPC                           |
| 404342     | 2013 FO23  | 27 ago 2009 | Kitt Peak     | Spacewatch          | —         | MPC                           |
| 404343     | 2013 FN24  | 12 abr 2002 | Kitt Peak     | Spacewatch          | —         | MPC                           |
| 404344     | 2013 FP24  | 12 mar 2013 | Kitt Peak     | Spacewatch          | —         | MPC                           |
| 404345     | 2013 FT26  | 10 dez 2006 | Kitt Peak     | Spacewatch          | —         | MPC                           |
| 404346     | 2013 GW1   | 13 out 2006 | Kitt Peak     | Spacewatch          | —         | MPC                           |
| 404347     | 2013 GV3   | 19 mar 2004 | Kitt Peak     | Spacewatch          | —         | MPC                           |
| 404348     | 2013 GK4   | 23 mar 2003 | Kitt Peak     | Spacewatch          | —         | MPC                           |
| 404349     | 2013 GW6   | 6 mar 1999  | Kitt Peak     | Spacewatch          | Flora     | MPC                           |
| 404350     | 2013 GO7   | 24 set 2000 | Anderson Mesa | LONEOS              | —         | MPC                           |
| 404351     | 2013 GH9   | 17 mar 2004 | Kitt Peak     | Spacewatch          | —         | MPC                           |
| 404352     | 2013 GR10  | 29 set 2005 | Mount Lemmon  | Mount Lemmon Survey | —         | MPC                           |
| 404353     | 2013 GL11  | 3 dez 2004  | Kitt Peak     | Spacewatch          | —         | MPC                           |
| 404354     | 2013 GV11  | 19 jan 2005 | Kitt Peak     | Spacewatch          | —         | MPC                           |
| 404355     | 2013 GH12  | 26 mar 2006 | Kitt Peak     | Spacewatch          | —         | MPC                           |
| 404356     | 2013 GP14  | 1 mai 2009  | Kitt Peak     | Spacewatch          | —         | MPC                           |
| 404357     | 2013 GT15  | 17 jan 2005 | Kitt Peak     | Spacewatch          | —         | MPC                           |
| 404358     | 2013 GS17  | 9 fev 2007  | Kitt Peak     | Spacewatch          | —         | MPC                           |
| 404359     | 2013 GP19  | 10 set 2007 | Mount Lemmon  | Mount Lemmon Survey | —         | MPC                           |
| 404360     | 2013 GL20  | 4 set 2007  | Catalina      | CSS                 | —         | MPC                           |
| 404361     | 2013 GP20  | 1 fev 2006  | Mount Lemmon  | Mount Lemmon Survey | —         | MPC                           |
| 404362     | 2013 GT20  | 2 fev 2008  | Kitt Peak     | Spacewatch          | —         | MPC                           |
| 404363     | 2013 GW20  | 13 fev 2004 | Kitt Peak     | Spacewatch          | —         | MPC                           |
| 404364     | 2013 GX20  | 13 fev 2008 | Kitt Peak     | Spacewatch          | —         | MPC                           |
| 404365     | 2013 GJ21  | 23 out 2006 | Kitt Peak     | Spacewatch          | —         | MPC                           |
| 404366     | 2013 GA22  | 25 fev 2007 | Kitt Peak     | Spacewatch          | —         | MPC                           |
| 404367     | 2013 GN22  | 13 out 1998 | Kitt Peak     | Spacewatch          | —         | MPC                           |
| 404368     | 2013 GM25  | 28 set 1997 | Kitt Peak     | Spacewatch          | —         | MPC                           |
| 404369     | 2013 GC26  | 10 fev 2002 | Socorro       | LINEAR              | —         | MPC                           |
| 404370     | 2013 GD26  | 5 set 2010  | Mount Lemmon  | Mount Lemmon Survey | —         | MPC                           |
| 404371     | 2013 GF26  | 31 mar 2009 | Mount Lemmon  | Mount Lemmon Survey | —         | MPC                           |
| 404372     | 2013 GO26  | 18 abr 2009 | Mount Lemmon  | Mount Lemmon Survey | —         | MPC                           |
| 404373     | 2013 GL27  | 31 jul 2005 | Palomar       | NEAT                | Phocaea   | MPC                           |
| 404374     | 2013 GF29  | 15 abr 2005 | Catalina      | CSS                 | —         | MPC                           |
| 404375     | 2013 GR29  | 25 nov 2000 | Kitt Peak     | Spacewatch          | —         | MPC                           |
| 404376     | 2013 GC31  | 10 mar 2005 | Mount Lemmon  | Mount Lemmon Survey | —         | MPC                           |
| 404377     | 2013 GV31  | 11 mar 2005 | Mount Lemmon  | Mount Lemmon Survey | —         | MPC                           |
| 404378     | 2013 GM32  | 22 out 2006 | Kitt Peak     | Spacewatch          | Hanna     | MPC                           |
| 404379     | 2013 GB33  | 16 set 2009 | Kitt Peak     | Spacewatch          | —         | MPC                           |
| 404380     | 2013 GH36  | 17 mar 2009 | Kitt Peak     | Spacewatch          | —         | MPC                           |
| 404381     | 2013 GG38  | 3 mai 2006  | Mount Lemmon  | Mount Lemmon Survey | —         | MPC                           |
| 404382     | 2013 GK39  | 17 nov 2006 | Mount Lemmon  | Mount Lemmon Survey | —         | MPC                           |
| 404383     | 2013 GL39  | 24 jan 2004 | Socorro       | LINEAR              | —         | MPC                           |
| 404384     | 2013 GP39  | 17 mar 2004 | Kitt Peak     | Spacewatch          | —         | MPC                           |
| 404385     | 2013 GB43  | 21 set 2011 | Kitt Peak     | Spacewatch          | —         | MPC                           |
| 404386     | 2013 GF43  | 19 mar 2009 | Mount Lemmon  | Mount Lemmon Survey | —         | MPC                           |
| 404387     | 2013 GN43  | 24 out 2005 | Kitt Peak     | Spacewatch          | —         | MPC                           |
| 404388     | 2013 GE44  | 22 nov 2006 | Kitt Peak     | Spacewatch          | —         | MPC                           |
| 404389     | 2013 GX44  | 7 nov 2007  | Kitt Peak     | Spacewatch          | —         | MPC                           |
| 404390     | 2013 GQ45  | 31 jan 2009 | Kitt Peak     | Spacewatch          | —         | MPC                           |
| 404391     | 2013 GC46  | 14 jan 2008 | Kitt Peak     | Spacewatch          | —         | MPC                           |
| 404392     | 2013 GR47  | 9 fev 2008  | Kitt Peak     | Spacewatch          | —         | MPC                           |
| 404393     | 2013 GY47  | 22 out 2006 | Kitt Peak     | Spacewatch          | —         | MPC                           |
| 404394     | 2013 GW48  | 17 dez 2007 | Mount Lemmon  | Mount Lemmon Survey | —         | MPC                           |
| 404395     | 2013 GB49  | 1 out 2005  | Kitt Peak     | Spacewatch          | —         | MPC                           |
| 404396     | 2013 GH52  | 3 jan 2012  | Kitt Peak     | Spacewatch          | —         | MPC                           |
| 404397     | 2013 GV52  | 10 nov 2010 | Mount Lemmon  | Mount Lemmon Survey | —         | MPC                           |
| 404398     | 2013 GW53  | 9 fev 2008  | Kitt Peak     | Spacewatch          | —         | MPC                           |
| 404399     | 2013 GF54  | 28 ago 2005 | Kitt Peak     | Spacewatch          | —         | MPC                           |
| 404400     | 2013 GD56  | 27 set 2009 | Mount Lemmon  | Mount Lemmon Survey | —         | MPC                           |

## 404401–404500
| Designação | Designação | Descoberta  | Descoberta    | Descobridor(es)     | Categoria | Mais informações / Referência |
| Permanente | Provisória | Data        | Local         | Descobridor(es)     | Categoria | Mais informações / Referência |
| ---------- | ---------- | ----------- | ------------- | ------------------- | --------- | ----------------------------- |
| 404401     | 2013 GO56  | 9 fev 2008  | Mount Lemmon  | Mount Lemmon Survey | Eos       | MPC                           |
| 404402     | 2013 GW56  | 16 set 2001 | Socorro       | LINEAR              | —         | MPC                           |
| 404403     | 2013 GW57  | 26 mar 2004 | Kitt Peak     | Spacewatch          | —         | MPC                           |
| 404404     | 2013 GS58  | 9 out 2004  | Kitt Peak     | Spacewatch          | —         | MPC                           |
| 404405     | 2013 GR59  | 17 out 1995 | Kitt Peak     | Spacewatch          | —         | MPC                           |
| 404406     | 2013 GV59  | 3 mai 2005  | Kitt Peak     | Spacewatch          | —         | MPC                           |
| 404407     | 2013 GR60  | 20 out 2007 | Mount Lemmon  | Mount Lemmon Survey | —         | MPC                           |
| 404408     | 2013 GZ60  | 7 mar 2013  | Kitt Peak     | Spacewatch          | —         | MPC                           |
| 404409     | 2013 GW61  | 13 jan 2008 | Kitt Peak     | Spacewatch          | Henan     | MPC                           |
| 404410     | 2013 GD62  | 13 nov 2007 | Kitt Peak     | Spacewatch          | —         | MPC                           |
| 404411     | 2013 GG65  | 10 set 2004 | Kitt Peak     | Spacewatch          | —         | MPC                           |
| 404412     | 2013 GN67  | 15 jan 2005 | Kitt Peak     | Spacewatch          | —         | MPC                           |
| 404413     | 2013 GV70  | 4 mai 2008  | Kitt Peak     | Spacewatch          | —         | MPC                           |
| 404414     | 2013 GL71  | 20 abr 2004 | Socorro       | LINEAR              | —         | MPC                           |
| 404415     | 2013 GQ72  | 7 out 2004  | Kitt Peak     | Spacewatch          | —         | MPC                           |
| 404416     | 2013 GR73  | 22 dez 2005 | Kitt Peak     | Spacewatch          | —         | MPC                           |
| 404417     | 2013 GG75  | 29 fev 2008 | Mount Lemmon  | Mount Lemmon Survey | —         | MPC                           |
| 404418     | 2013 GA77  | 16 set 2004 | Kitt Peak     | Spacewatch          | —         | MPC                           |
| 404419     | 2013 GF79  | 15 mar 2007 | Mount Lemmon  | Mount Lemmon Survey | —         | MPC                           |
| 404420     | 2013 GP81  | 30 jan 2012 | Kitt Peak     | Spacewatch          | —         | MPC                           |
| 404421     | 2013 GT82  | 4 mar 2008  | Mount Lemmon  | Mount Lemmon Survey | —         | MPC                           |
| 404422     | 2013 GG86  | 25 dez 2005 | Mount Lemmon  | Mount Lemmon Survey | —         | MPC                           |
| 404423     | 2013 GP88  | 19 mai 2005 | Mount Lemmon  | Mount Lemmon Survey | —         | MPC                           |
| 404424     | 2013 GF89  | 20 mai 2005 | Mount Lemmon  | Mount Lemmon Survey | —         | MPC                           |
| 404425     | 2013 GH90  | 3 out 2006  | Mount Lemmon  | Mount Lemmon Survey | —         | MPC                           |
| 404426     | 2013 GN91  | 8 ago 2004  | Socorro       | LINEAR              | —         | MPC                           |
| 404427     | 2013 GE92  | 5 mar 2000  | Socorro       | LINEAR              | —         | MPC                           |
| 404428     | 2013 GX92  | 28 mai 2010 | WISE          | WISE                | —         | MPC                           |
| 404429     | 2013 GW93  | 8 fev 2008  | Mount Lemmon  | Mount Lemmon Survey | —         | MPC                           |
| 404430     | 2013 GZ93  | 10 nov 2010 | Mount Lemmon  | Mount Lemmon Survey | —         | MPC                           |
| 404431     | 2013 GA94  | 16 mar 2004 | Kitt Peak     | Spacewatch          | —         | MPC                           |
| 404432     | 2013 GX94  | 13 out 2006 | Kitt Peak     | Spacewatch          | —         | MPC                           |
| 404433     | 2013 GX95  | 10 jan 2007 | Kitt Peak     | Spacewatch          | —         | MPC                           |
| 404434     | 2013 GA96  | 18 dez 2004 | Mount Lemmon  | Mount Lemmon Survey | —         | MPC                           |
| 404435     | 2013 GV96  | 10 nov 2010 | Mount Lemmon  | Mount Lemmon Survey | Ursula    | MPC                           |
| 404436     | 2013 GQ97  | 20 mar 1996 | Kitt Peak     | Spacewatch          | —         | MPC                           |
| 404437     | 2013 GJ98  | 13 set 2007 | Mount Lemmon  | Mount Lemmon Survey | —         | MPC                           |
| 404438     | 2013 GM98  | 27 jan 2007 | Mount Lemmon  | Mount Lemmon Survey | —         | MPC                           |
| 404439     | 2013 GS98  | 8 out 2007  | Mount Lemmon  | Mount Lemmon Survey | —         | MPC                           |
| 404440     | 2013 GZ98  | 29 out 2010 | Catalina      | CSS                 | —         | MPC                           |
| 404441     | 2013 GF101 | 24 out 2005 | Kitt Peak     | Spacewatch          | —         | MPC                           |
| 404442     | 2013 GT101 | 17 nov 2004 | Siding Spring | SSS                 | —         | MPC                           |
| 404443     | 2013 GL102 | 15 mai 2009 | Kitt Peak     | Spacewatch          | —         | MPC                           |
| 404444     | 2013 GR102 | 13 ago 2010 | Kitt Peak     | Spacewatch          | —         | MPC                           |
| 404445     | 2013 GU102 | 16 abr 2005 | Kitt Peak     | Spacewatch          | —         | MPC                           |
| 404446     | 2013 GC103 | 18 jun 1998 | Kitt Peak     | Spacewatch          | —         | MPC                           |
| 404447     | 2013 GL103 | 30 set 2011 | Kitt Peak     | Spacewatch          | —         | MPC                           |
| 404448     | 2013 GD104 | 20 dez 2007 | Mount Lemmon  | Mount Lemmon Survey | —         | MPC                           |
| 404449     | 2013 GD105 | 1 fev 2005  | Catalina      | CSS                 | —         | MPC                           |
| 404450     | 2013 GK107 | 12 set 2007 | Mount Lemmon  | Mount Lemmon Survey | —         | MPC                           |
| 404451     | 2013 GN107 | 19 fev 2009 | Mount Lemmon  | Mount Lemmon Survey | —         | MPC                           |
| 404452     | 2013 GM110 | 11 mai 2002 | Socorro       | LINEAR              | —         | MPC                           |
| 404453     | 2013 GN110 | 11 mar 2005 | Kitt Peak     | Spacewatch          | —         | MPC                           |
| 404454     | 2013 GS110 | 1 dez 2010  | Mount Lemmon  | Mount Lemmon Survey | —         | MPC                           |
| 404455     | 2013 GB111 | 16 mai 2005 | Mount Lemmon  | Mount Lemmon Survey | —         | MPC                           |
| 404456     | 2013 GA113 | 2 abr 2005  | Kitt Peak     | Spacewatch          | —         | MPC                           |
| 404457     | 2013 GV114 | 30 jan 2009 | Mount Lemmon  | Mount Lemmon Survey | —         | MPC                           |
| 404458     | 2013 GB116 | 7 nov 2010  | Mount Lemmon  | Mount Lemmon Survey | —         | MPC                           |
| 404459     | 2013 GL117 | 16 mar 2004 | Kitt Peak     | Spacewatch          | —         | MPC                           |
| 404460     | 2013 GN117 | 7 abr 2008  | Kitt Peak     | Spacewatch          | —         | MPC                           |
| 404461     | 2013 GR120 | 13 abr 2004 | Kitt Peak     | Spacewatch          | —         | MPC                           |
| 404462     | 2013 GZ120 | 4 nov 2007  | Mount Lemmon  | Mount Lemmon Survey | —         | MPC                           |
| 404463     | 2013 GD121 | 25 set 2006 | Kitt Peak     | Spacewatch          | —         | MPC                           |
| 404464     | 2013 GG123 | 13 nov 2010 | Kitt Peak     | Spacewatch          | —         | MPC                           |
| 404465     | 2013 GK123 | 11 set 2007 | Mount Lemmon  | Mount Lemmon Survey | —         | MPC                           |
| 404466     | 2013 GJ124 | 17 out 2010 | Mount Lemmon  | Mount Lemmon Survey | —         | MPC                           |
| 404467     | 2013 GQ124 | 9 fev 2008  | Kitt Peak     | Spacewatch          | —         | MPC                           |
| 404468     | 2013 GH126 | 7 out 2004  | Kitt Peak     | Spacewatch          | —         | MPC                           |
| 404469     | 2013 GR126 | 11 out 1996 | Kitt Peak     | Spacewatch          | —         | MPC                           |
| 404470     | 2013 GU128 | 2 abr 2009  | Mount Lemmon  | Mount Lemmon Survey | —         | MPC                           |
| 404471     | 2013 GB131 | 23 nov 2008 | Kitt Peak     | Spacewatch          | —         | MPC                           |
| 404472     | 2013 GZ134 | 25 jan 2006 | Kitt Peak     | Spacewatch          | —         | MPC                           |
| 404473     | 2013 GH135 | 19 nov 2006 | Kitt Peak     | Spacewatch          | —         | MPC                           |
| 404474     | 2013 GT135 | 13 mai 2004 | Kitt Peak     | Spacewatch          | —         | MPC                           |
| 404475     | 2013 GD136 | 2 nov 2010  | Kitt Peak     | Spacewatch          | —         | MPC                           |
| 404476     | 2013 GG136 | 31 mar 2004 | Kitt Peak     | Spacewatch          | —         | MPC                           |
| 404477     | 2013 GL136 | 25 nov 2005 | Kitt Peak     | Spacewatch          | —         | MPC                           |
| 404478     | 2013 HG2   | 10 mar 2007 | Kitt Peak     | Spacewatch          | —         | MPC                           |
| 404479     | 2013 HL4   | 8 jun 1997  | Kitt Peak     | Spacewatch          | —         | MPC                           |
| 404480     | 2013 HB5   | 14 mai 2004 | Socorro       | LINEAR              | —         | MPC                           |
| 404481     | 2013 HW8   | 19 jan 2008 | Mount Lemmon  | Mount Lemmon Survey | —         | MPC                           |
| 404482     | 2013 HH9   | 2 fev 2009  | Kitt Peak     | Spacewatch          | —         | MPC                           |
| 404483     | 2013 HX12  | 3 fev 2008  | Kitt Peak     | Spacewatch          | —         | MPC                           |
| 404484     | 2013 HH16  | 10 mar 2007 | Mount Lemmon  | Mount Lemmon Survey | —         | MPC                           |
| 404485     | 2013 HL16  | 1 nov 2005  | Mount Lemmon  | Mount Lemmon Survey | —         | MPC                           |
| 404486     | 2013 HD18  | 4 nov 2007  | Mount Lemmon  | Mount Lemmon Survey | —         | MPC                           |
| 404487     | 2013 HP18  | 23 set 2009 | Mount Lemmon  | Mount Lemmon Survey | —         | MPC                           |
| 404488     | 2013 HK20  | 1 jan 2012  | Mount Lemmon  | Mount Lemmon Survey | —         | MPC                           |
| 404489     | 2013 HF23  | 22 fev 2006 | Mount Lemmon  | Mount Lemmon Survey | Flora     | MPC                           |
| 404490     | 2013 HS23  | 31 jan 2000 | Socorro       | LINEAR              | —         | MPC                           |
| 404491     | 2013 HH24  | 17 set 2006 | Kitt Peak     | Spacewatch          | —         | MPC                           |
| 404492     | 2013 HL24  | 10 fev 2008 | Mount Lemmon  | Mount Lemmon Survey | Brangane  | MPC                           |
| 404493     | 2013 HH26  | 11 mar 2005 | Mount Lemmon  | Mount Lemmon Survey | —         | MPC                           |
| 404494     | 2013 HK26  | 15 mar 2005 | Mount Lemmon  | Mount Lemmon Survey | —         | MPC                           |
| 404495     | 2013 HA28  | 17 out 2010 | Mount Lemmon  | Mount Lemmon Survey | —         | MPC                           |
| 404496     | 2013 HU28  | 5 dez 2005  | Kitt Peak     | Spacewatch          | Brangane  | MPC                           |
| 404497     | 2013 HT29  | 16 out 1996 | Kitt Peak     | Spacewatch          | —         | MPC                           |
| 404498     | 2013 HN30  | 11 out 2007 | Kitt Peak     | Spacewatch          | —         | MPC                           |
| 404499     | 2013 HK31  | 1 nov 2006  | Mount Lemmon  | Mount Lemmon Survey | —         | MPC                           |
| 404500     | 2013 HA32  | 13 jan 2005 | Catalina      | CSS                 | —         | MPC                           |

## 404501–404600
| Designação | Designação | Descoberta  | Descoberta    | Descobridor(es)     | Categoria | Mais informações / Referência |
| Permanente | Provisória | Data        | Local         | Descobridor(es)     | Categoria | Mais informações / Referência |
| ---------- | ---------- | ----------- | ------------- | ------------------- | --------- | ----------------------------- |
| 404501     | 2013 HD33  | 28 ago 2005 | Kitt Peak     | Spacewatch          | —         | MPC                           |
| 404502     | 2013 HF36  | 11 fev 2008 | Kitt Peak     | Spacewatch          | —         | MPC                           |
| 404503     | 2013 HG36  | 15 dez 2006 | Kitt Peak     | Spacewatch          | —         | MPC                           |
| 404504     | 2013 HL36  | 2 jan 2012  | Mount Lemmon  | Mount Lemmon Survey | —         | MPC                           |
| 404505     | 2013 HU41  | 13 nov 2010 | Mount Lemmon  | Mount Lemmon Survey | —         | MPC                           |
| 404506     | 2013 HV41  | 2 mar 1997  | Kitt Peak     | Spacewatch          | —         | MPC                           |
| 404507     | 2013 HX41  | 15 set 2009 | Kitt Peak     | Spacewatch          | —         | MPC                           |
| 404508     | 2013 HB48  | 13 mar 2008 | Mount Lemmon  | Mount Lemmon Survey | —         | MPC                           |
| 404509     | 2013 HF48  | 25 out 1997 | Caussols      | ODAS                | —         | MPC                           |
| 404510     | 2013 HO50  | 19 ago 2006 | Kitt Peak     | Spacewatch          | —         | MPC                           |
| 404511     | 2013 HY51  | 26 out 2005 | Kitt Peak     | Spacewatch          | —         | MPC                           |
| 404512     | 2013 HJ54  | 28 ago 2006 | Kitt Peak     | Spacewatch          | —         | MPC                           |
| 404513     | 2013 HP54  | 27 set 2006 | Mount Lemmon  | Mount Lemmon Survey | —         | MPC                           |
| 404514     | 2013 HY59  | 4 out 2004  | Kitt Peak     | Spacewatch          | —         | MPC                           |
| 404515     | 2013 HX60  | 28 set 1994 | Kitt Peak     | Spacewatch          | —         | MPC                           |
| 404516     | 2013 HV67  | 6 fev 2007  | Mount Lemmon  | Mount Lemmon Survey | —         | MPC                           |
| 404517     | 2013 HZ68  | 15 dez 2004 | Kitt Peak     | Spacewatch          | —         | MPC                           |
| 404518     | 2013 HE78  | 13 nov 2010 | Mount Lemmon  | Mount Lemmon Survey | —         | MPC                           |
| 404519     | 2013 HP96  | 2 abr 2005  | Mount Lemmon  | Mount Lemmon Survey | —         | MPC                           |
| 404520     | 2013 HD97  | 24 set 2005 | Kitt Peak     | Spacewatch          | —         | MPC                           |
| 404521     | 2013 HR98  | 10 nov 2010 | Mount Lemmon  | Mount Lemmon Survey | —         | MPC                           |
| 404522     | 2013 HF102 | 15 dez 2004 | Kitt Peak     | Spacewatch          | —         | MPC                           |
| 404523     | 2013 HA111 | 10 set 2007 | Mount Lemmon  | Mount Lemmon Survey | Mitidika  | MPC                           |
| 404524     | 2013 HH111 | 15 jan 2005 | Kitt Peak     | Spacewatch          | —         | MPC                           |
| 404525     | 2013 HN116 | 7 out 2004  | Kitt Peak     | Spacewatch          | —         | MPC                           |
| 404526     | 2013 HK119 | 25 nov 2005 | Kitt Peak     | Spacewatch          | —         | MPC                           |
| 404527     | 2013 HP121 | 3 fev 2008  | Kitt Peak     | Spacewatch          | —         | MPC                           |
| 404528     | 2013 HX123 | 4 nov 2010  | Mount Lemmon  | Mount Lemmon Survey | —         | MPC                           |
| 404529     | 2013 HK127 | 4 set 2010  | Kitt Peak     | Spacewatch          | —         | MPC                           |
| 404530     | 2013 HM128 | 28 jan 2003 | Kitt Peak     | Spacewatch          | —         | MPC                           |
| 404531     | 2013 HX131 | 28 set 2001 | Palomar       | NEAT                | —         | MPC                           |
| 404532     | 2013 HN135 | 14 jan 2008 | Kitt Peak     | Spacewatch          | —         | MPC                           |
| 404533     | 2013 HB138 | 14 out 2007 | Mount Lemmon  | Mount Lemmon Survey | —         | MPC                           |
| 404534     | 2013 HA142 | 7 abr 2008  | Mount Lemmon  | Mount Lemmon Survey | —         | MPC                           |
| 404535     | 2013 HY142 | 16 fev 2001 | Kitt Peak     | Spacewatch          | —         | MPC                           |
| 404536     | 2013 JS1   | 6 dez 2007  | Kitt Peak     | Spacewatch          | —         | MPC                           |
| 404537     | 2013 JH7   | 19 out 2010 | Mount Lemmon  | Mount Lemmon Survey | Eos       | MPC                           |
| 404538     | 2013 JE13  | 16 out 2009 | Catalina      | CSS                 | —         | MPC                           |
| 404539     | 2013 JP18  | 7 out 2004  | Kitt Peak     | Spacewatch          | Ursula    | MPC                           |
| 404540     | 2013 JM19  | 21 ago 2004 | Siding Spring | SSS                 | —         | MPC                           |
| 404541     | 2013 JL21  | 27 dez 2005 | Kitt Peak     | Spacewatch          | Brangane  | MPC                           |
| 404542     | 2013 JY22  | 12 out 2010 | Mount Lemmon  | Mount Lemmon Survey | —         | MPC                           |
| 404543     | 2013 JM24  | 12 mar 2002 | Kitt Peak     | Spacewatch          | —         | MPC                           |
| 404544     | 2013 JG25  | 28 mai 2009 | Mount Lemmon  | Mount Lemmon Survey | —         | MPC                           |
| 404545     | 2013 JC26  | 10 jan 2006 | Mount Lemmon  | Mount Lemmon Survey | —         | MPC                           |
| 404546     | 2013 JR26  | 27 set 2003 | Kitt Peak     | Spacewatch          | —         | MPC                           |
| 404547     | 2013 JL30  | 8 nov 1996  | Kitt Peak     | Spacewatch          | Eos       | MPC                           |
| 404548     | 2013 JJ31  | 17 fev 2007 | Kitt Peak     | Spacewatch          | —         | MPC                           |
| 404549     | 2013 JP31  | 8 fev 2007  | Kitt Peak     | Spacewatch          | —         | MPC                           |
| 404550     | 2013 JY32  | 24 fev 2006 | Mount Lemmon  | Mount Lemmon Survey | Brangane  | MPC                           |
| 404551     | 2013 JE35  | 27 nov 2011 | Mount Lemmon  | Mount Lemmon Survey | —         | MPC                           |
| 404552     | 2013 JX38  | 21 nov 2009 | Catalina      | CSS                 | —         | MPC                           |
| 404553     | 2013 JA40  | 8 jan 2006  | Mount Lemmon  | Mount Lemmon Survey | —         | MPC                           |
| 404554     | 2013 JR40  | 15 abr 2007 | Mount Lemmon  | Mount Lemmon Survey | —         | MPC                           |
| 404555     | 2013 JY40  | 29 dez 2005 | Kitt Peak     | Spacewatch          | —         | MPC                           |
| 404556     | 2013 JC41  | 4 abr 2003  | Kitt Peak     | Spacewatch          | —         | MPC                           |
| 404557     | 2013 JK42  | 4 jan 2012  | Kitt Peak     | Spacewatch          | —         | MPC                           |
| 404558     | 2013 JT42  | 15 set 2009 | Kitt Peak     | Spacewatch          | —         | MPC                           |
| 404559     | 2013 JW43  | 6 fev 2007  | Mount Lemmon  | Mount Lemmon Survey | —         | MPC                           |
| 404560     | 2013 JB45  | 17 nov 2006 | Kitt Peak     | Spacewatch          | —         | MPC                           |
| 404561     | 2013 JL46  | 7 out 2004  | Kitt Peak     | Spacewatch          | —         | MPC                           |
| 404562     | 2013 JM47  | 3 mai 2008  | Kitt Peak     | Spacewatch          | —         | MPC                           |
| 404563     | 2013 JO50  | 13 out 2004 | Kitt Peak     | Spacewatch          | Flora     | MPC                           |
| 404564     | 2013 JX50  | 11 mai 1996 | Kitt Peak     | Spacewatch          | —         | MPC                           |
| 404565     | 2013 JK52  | 28 ago 2005 | Kitt Peak     | Spacewatch          | —         | MPC                           |
| 404566     | 2013 JS53  | 25 dez 2005 | Kitt Peak     | Spacewatch          | —         | MPC                           |
| 404567     | 2013 JB54  | 17 jun 2010 | WISE          | WISE                | —         | MPC                           |
| 404568     | 2013 JD54  | 16 fev 2001 | Kitt Peak     | Spacewatch          | Brangane  | MPC                           |
| 404569     | 2013 JV57  | 22 jan 2006 | Mount Lemmon  | Mount Lemmon Survey | —         | MPC                           |
| 404570     | 2013 JL59  | 13 out 2004 | Kitt Peak     | Spacewatch          | —         | MPC                           |
| 404571     | 2013 JQ59  | 29 mai 2008 | Mount Lemmon  | Mount Lemmon Survey | —         | MPC                           |
| 404572     | 2013 JX59  | 9 out 2004  | Kitt Peak     | Spacewatch          | —         | MPC                           |
| 404573     | 2013 JD60  | 1 nov 2005  | Kitt Peak     | Spacewatch          | —         | MPC                           |
| 404574     | 2013 JE62  | 3 mar 2005  | Catalina      | CSS                 | —         | MPC                           |
| 404575     | 2013 JX62  | 10 jan 2007 | Mount Lemmon  | Mount Lemmon Survey | —         | MPC                           |
| 404576     | 2013 KH4   | 23 fev 2007 | Kitt Peak     | Spacewatch          | —         | MPC                           |
| 404577     | 2013 KU9   | 10 nov 2004 | Kitt Peak     | Spacewatch          | —         | MPC                           |
| 404578     | 2013 KG10  | 25 fev 2007 | Mount Lemmon  | Mount Lemmon Survey | —         | MPC                           |
| 404579     | 2013 KR10  | 26 abr 2007 | Kitt Peak     | Spacewatch          | —         | MPC                           |
| 404580     | 2013 KU10  | 2 dez 2005  | Kitt Peak     | Spacewatch          | —         | MPC                           |
| 404581     | 2013 KU11  | 31 jan 2006 | Kitt Peak     | Spacewatch          | —         | MPC                           |
| 404582     | 2013 LW4   | 8 dez 2005  | Kitt Peak     | Spacewatch          | —         | MPC                           |
| 404583     | 2013 LH8   | 13 ago 2010 | Kitt Peak     | Spacewatch          | —         | MPC                           |
| 404584     | 2013 LG11  | 21 jan 2012 | Haleakalā     | Pan-STARRS          | —         | MPC                           |
| 404585     | 2013 LS18  | 16 set 2009 | Catalina      | CSS                 | —         | MPC                           |
| 404586     | 2013 LZ23  | 26 dez 2011 | Mount Lemmon  | Mount Lemmon Survey | —         | MPC                           |
| 404587     | 2013 LP31  | 14 mar 2007 | Mount Lemmon  | Mount Lemmon Survey | —         | MPC                           |
| 404588     | 2013 LE35  | 26 fev 2010 | WISE          | WISE                | —         | MPC                           |
| 404589     | 2013 MJ    | 1 fev 2000  | Kitt Peak     | Spacewatch          | —         | MPC                           |
| 404590     | 2013 ML1   | 15 abr 2007 | Mount Lemmon  | Mount Lemmon Survey | —         | MPC                           |
| 404591     | 2013 MM1   | 27 dez 2005 | Kitt Peak     | Spacewatch          | —         | MPC                           |
| 404592     | 2013 MT2   | 26 fev 2007 | Mount Lemmon  | Mount Lemmon Survey | —         | MPC                           |
| 404593     | 2013 MU9   | 19 abr 2007 | Kitt Peak     | Spacewatch          | —         | MPC                           |
| 404594     | 2013 NT20  | 14 dez 1993 | Kitt Peak     | Spacewatch          | —         | MPC                           |
| 404595     | 2013 PT45  | 3 nov 2000  | Kitt Peak     | Spacewatch          | —         | MPC                           |
| 404596     | 2013 QK26  | 15 nov 1998 | Kitt Peak     | Spacewatch          | —         | MPC                           |
| 404597     | 2013 SW27  | 29 jan 2000 | Kitt Peak     | Spacewatch          | —         | MPC                           |
| 404598     | 2013 VF10  | 1 abr 2008  | Kitt Peak     | Spacewatch          | —         | MPC                           |
| 404599     | 2013 WN7   | 2 nov 2000  | Kitt Peak     | Spacewatch          | —         | MPC                           |
| 404600     | 2013 WD27  | 12 out 1998 | Kitt Peak     | Spacewatch          | —         | MPC                           |

## 404601–404700
| Designação | Designação | Descoberta  | Descoberta       | Descobridor(es)     | Categoria | Mais informações / Referência |
| Permanente | Provisória | Data        | Local            | Descobridor(es)     | Categoria | Mais informações / Referência |
| ---------- | ---------- | ----------- | ---------------- | ------------------- | --------- | ----------------------------- |
| 404601     | 2013 WT108 | 16 nov 2006 | Mount Lemmon     | Mount Lemmon Survey | —         | MPC                           |
| 404602     | 2013 YD35  | 12 dez 1999 | Socorro          | LINEAR              | —         | MPC                           |
| 404603     | 2014 BM2   | 26 jun 2011 | Mount Lemmon     | Mount Lemmon Survey | —         | MPC                           |
| 404604     | 2014 CK23  | 23 out 2003 | Anderson Mesa    | LONEOS              | —         | MPC                           |
| 404605     | 2014 DR71  | 4 abr 2003  | Kitt Peak        | Spacewatch          | —         | MPC                           |
| 404606     | 2014 DE120 | 11 abr 2005 | Mount Lemmon     | Mount Lemmon Survey | —         | MPC                           |
| 404607     | 2014 EK40  | 6 nov 1996  | Kitt Peak        | Spacewatch          | —         | MPC                           |
| 404608     | 2014 FO34  | 25 out 2005 | Catalina         | CSS                 | —         | MPC                           |
| 404609     | 2014 FC48  | 21 out 2003 | Kitt Peak        | Spacewatch          | —         | MPC                           |
| 404610     | 2014 GQ3   | 22 fev 2003 | Kitt Peak        | Spacewatch          | —         | MPC                           |
| 404611     | 2014 GL5   | 23 mar 2006 | Mount Lemmon     | Mount Lemmon Survey | —         | MPC                           |
| 404612     | 2014 GB8   | 7 abr 1997  | Kitt Peak        | Spacewatch          | —         | MPC                           |
| 404613     | 2014 GD8   | 13 mar 2005 | Mount Lemmon     | Mount Lemmon Survey | —         | MPC                           |
| 404614     | 2014 GH16  | 11 abr 2003 | Kitt Peak        | Spacewatch          | —         | MPC                           |
| 404615     | 2014 GJ19  | 3 nov 1999  | Kitt Peak        | Spacewatch          | —         | MPC                           |
| 404616     | 2014 GY19  | 9 out 2005  | Kitt Peak        | Spacewatch          | —         | MPC                           |
| 404617     | 2014 GP33  | 7 set 2004  | Kitt Peak        | Spacewatch          | —         | MPC                           |
| 404618     | 2014 GP36  | 10 fev 2008 | Catalina         | CSS                 | —         | MPC                           |
| 404619     | 2014 GY39  | 30 abr 2003 | Kitt Peak        | Spacewatch          | —         | MPC                           |
| 404620     | 2014 GE40  | 3 dez 2007  | Kitt Peak        | Spacewatch          | —         | MPC                           |
| 404621     | 2014 GS41  | 11 mai 2010 | Kitt Peak        | Spacewatch          | —         | MPC                           |
| 404622     | 2014 GR42  | 12 out 2005 | Kitt Peak        | Spacewatch          | —         | MPC                           |
| 404623     | 2014 GP47  | 10 out 2012 | Kitt Peak        | Spacewatch          | —         | MPC                           |
| 404624     | 2014 GQ48  | 16 jan 2013 | Mount Lemmon     | Mount Lemmon Survey | —         | MPC                           |
| 404625     | 2014 GD49  | 24 fev 2006 | Mount Lemmon     | Mount Lemmon Survey | —         | MPC                           |
| 404626     | 2014 HU    | 19 nov 2007 | Mount Lemmon     | Mount Lemmon Survey | —         | MPC                           |
| 404627     | 2014 HW1   | 15 jul 2007 | Siding Spring    | SSS                 | —         | MPC                           |
| 404628     | 2014 HL6   | 11 mai 2010 | Kitt Peak        | Spacewatch          | —         | MPC                           |
| 404629     | 2014 HC7   | 10 fev 2002 | Socorro          | LINEAR              | —         | MPC                           |
| 404630     | 2014 HE9   | 10 mai 2003 | Kitt Peak        | Spacewatch          | —         | MPC                           |
| 404631     | 2014 HT9   | 16 nov 2001 | Kitt Peak        | Spacewatch          | —         | MPC                           |
| 404632     | 2014 HB11  | 10 fev 2002 | Socorro          | LINEAR              | —         | MPC                           |
| 404633     | 2014 HP12  | 14 nov 2006 | Kitt Peak        | Spacewatch          | —         | MPC                           |
| 404634     | 2014 HD13  | 20 nov 2006 | Kitt Peak        | Spacewatch          | Brangane  | MPC                           |
| 404635     | 2014 HL13  | 23 mar 2006 | Kitt Peak        | Spacewatch          | Pallas    | MPC                           |
| 404636     | 2014 HQ13  | 25 mai 2007 | Mount Lemmon     | Mount Lemmon Survey | Mitidika  | MPC                           |
| 404637     | 2014 HY15  | 11 mai 2005 | Mount Lemmon     | Mount Lemmon Survey | —         | MPC                           |
| 404638     | 2014 HT16  | 24 set 2000 | Socorro          | LINEAR              | Mitidika  | MPC                           |
| 404639     | 2014 HQ17  | 1 fev 2003  | Kitt Peak        | Spacewatch          | —         | MPC                           |
| 404640     | 2014 HL19  | 11 mar 1996 | Kitt Peak        | Spacewatch          | —         | MPC                           |
| 404641     | 2014 HR20  | 3 mar 1997  | Kitt Peak        | Spacewatch          | —         | MPC                           |
| 404642     | 2014 HN25  | 9 mar 2005  | Catalina         | CSS                 | —         | MPC                           |
| 404643     | 2014 HX27  | 28 out 2005 | Mount Lemmon     | Mount Lemmon Survey | —         | MPC                           |
| 404644     | 2014 HE29  | 25 out 2005 | Mount Lemmon     | Mount Lemmon Survey | —         | MPC                           |
| 404645     | 2014 HT30  | 26 nov 1994 | Kitt Peak        | Spacewatch          | —         | MPC                           |
| 404646     | 2014 HV32  | 8 nov 2007  | Kitt Peak        | Spacewatch          | —         | MPC                           |
| 404647     | 2014 HA34  | 2 mai 2009  | Mount Lemmon     | Mount Lemmon Survey | —         | MPC                           |
| 404648     | 2014 HB35  | 3 jun 2009  | Mount Lemmon     | Mount Lemmon Survey | —         | MPC                           |
| 404649     | 2014 HR37  | 28 ago 2005 | Kitt Peak        | Spacewatch          | Brangane  | MPC                           |
| 404650     | 2014 HX38  | 3 fev 2009  | Kitt Peak        | Spacewatch          | —         | MPC                           |
| 404651     | 2014 HL40  | 3 abr 2000  | Anderson Mesa    | LONEOS              | —         | MPC                           |
| 404652     | 2014 HQ42  | 19 abr 2004 | Kitt Peak        | Spacewatch          | —         | MPC                           |
| 404653     | 2014 HT42  | 3 mai 2006  | Mount Lemmon     | Mount Lemmon Survey | Juno      | MPC                           |
| 404654     | 2014 HG43  | 10 mar 2003 | Campo Imperatore | CINEOS              | —         | MPC                           |
| 404655     | 2014 HN44  | 26 set 2006 | Kitt Peak        | Spacewatch          | —         | MPC                           |
| 404656     | 2014 HZ65  | 20 set 2007 | Kitt Peak        | Spacewatch          | —         | MPC                           |
| 404657     | 2014 HX66  | 18 nov 2006 | Mount Lemmon     | Mount Lemmon Survey | —         | MPC                           |
| 404658     | 2014 HA86  | 14 nov 1999 | Kitt Peak        | Spacewatch          | —         | MPC                           |
| 404659     | 2014 HJ94  | 18 nov 2003 | Kitt Peak        | Spacewatch          | —         | MPC                           |
| 404660     | 2014 HC122 | 1 out 2008  | Mount Lemmon     | Mount Lemmon Survey | —         | MPC                           |
| 404661     | 2014 HZ122 | 30 out 2011 | Mount Lemmon     | Mount Lemmon Survey | Phocaea   | MPC                           |
| 404662     | 2014 HQ123 | 4 jun 2006  | Mount Lemmon     | Mount Lemmon Survey | —         | MPC                           |
| 404663     | 2014 HW124 | 3 mar 2005  | Catalina         | CSS                 | —         | MPC                           |
| 404664     | 2014 HT125 | 18 set 2006 | Kitt Peak        | Spacewatch          | —         | MPC                           |
| 404665     | 2014 HT126 | 17 mar 2009 | Kitt Peak        | Spacewatch          | —         | MPC                           |
| 404666     | 2014 HE129 | 21 fev 2006 | Anderson Mesa    | LONEOS              | —         | MPC                           |
| 404667     | 2014 HO137 | 15 jan 2010 | Kitt Peak        | Spacewatch          | —         | MPC                           |
| 404668     | 2014 HH147 | 23 jun 2007 | Kitt Peak        | Spacewatch          | —         | MPC                           |
| 404669     | 2014 HK149 | 24 out 2005 | Kitt Peak        | Spacewatch          | —         | MPC                           |
| 404670     | 2014 HD151 | 31 ago 2005 | Kitt Peak        | Spacewatch          | —         | MPC                           |
| 404671     | 2014 HV152 | 9 out 2005  | Kitt Peak        | Spacewatch          | —         | MPC                           |
| 404672     | 2014 HC155 | 30 out 2005 | Kitt Peak        | Spacewatch          | —         | MPC                           |
| 404673     | 2014 HP157 | 28 jan 2004 | Kitt Peak        | Spacewatch          | —         | MPC                           |
| 404674     | 2014 HK161 | 21 dez 2006 | Kitt Peak        | Spacewatch          | —         | MPC                           |
| 404675     | 2014 HM161 | 26 dez 2005 | Mount Lemmon     | Mount Lemmon Survey | —         | MPC                           |
| 404676     | 2014 HC163 | 17 dez 2000 | Kitt Peak        | Spacewatch          | —         | MPC                           |
| 404677     | 2014 HU164 | 9 mar 2005  | Anderson Mesa    | LONEOS              | —         | MPC                           |
| 404678     | 2014 HW164 | 6 mar 1999  | Kitt Peak        | Spacewatch          | Eos       | MPC                           |
| 404679     | 2014 HP168 | 30 abr 2006 | Kitt Peak        | Spacewatch          | —         | MPC                           |
| 404680     | 2014 HQ168 | 1 fev 2006  | Mount Lemmon     | Mount Lemmon Survey | —         | MPC                           |
| 404681     | 2014 HT168 | 28 fev 2008 | Kitt Peak        | Spacewatch          | Brangane  | MPC                           |
| 404682     | 2014 HX168 | 9 abr 2005  | Kitt Peak        | Spacewatch          | —         | MPC                           |
| 404683     | 2014 HJ170 | 5 jan 2000  | Kitt Peak        | Spacewatch          | Vesta     | MPC                           |
| 404684     | 2014 HK171 | 26 dez 2005 | Kitt Peak        | Spacewatch          | —         | MPC                           |
| 404685     | 2014 HR171 | 11 mai 2003 | Kitt Peak        | Spacewatch          | —         | MPC                           |
| 404686     | 2014 HA179 | 27 out 2005 | Anderson Mesa    | LONEOS              | Brangane  | MPC                           |
| 404687     | 2014 HL179 | 24 mar 2001 | Anderson Mesa    | LONEOS              | —         | MPC                           |
| 404688     | 2014 HW179 | 20 fev 2010 | Kitt Peak        | Spacewatch          | —         | MPC                           |
| 404689     | 2014 HL180 | 30 abr 2000 | Socorro          | LINEAR              | —         | MPC                           |
| 404690     | 2014 HR181 | 14 abr 2004 | Kitt Peak        | Spacewatch          | —         | MPC                           |
| 404691     | 2014 HW182 | 14 jun 2009 | Kitt Peak        | Spacewatch          | —         | MPC                           |
| 404692     | 2014 HC184 | 15 abr 2008 | Mount Lemmon     | Mount Lemmon Survey | —         | MPC                           |
| 404693     | 2014 HW184 | 13 out 1999 | Socorro          | LINEAR              | —         | MPC                           |
| 404694     | 2014 HJ185 | 19 dez 2004 | Mount Lemmon     | Mount Lemmon Survey | —         | MPC                           |
| 404695     | 2014 HP186 | 29 jul 2004 | Siding Spring    | SSS                 | —         | MPC                           |
| 404696     | 2014 HS186 | 9 abr 2005  | Kitt Peak        | Spacewatch          | —         | MPC                           |
| 404697     | 2014 HF187 | 31 jan 2006 | Kitt Peak        | Spacewatch          | Mitidika  | MPC                           |
| 404698     | 2014 HD188 | 15 mai 2007 | Mount Lemmon     | Mount Lemmon Survey | —         | MPC                           |
| 404699     | 2014 HH190 | 14 dez 2001 | Socorro          | LINEAR              | —         | MPC                           |
| 404700     | 2014 JQ    | 30 abr 1997 | Kitt Peak        | Spacewatch          | —         | MPC                           |

## 404701–404800
| Designação | Designação | Descoberta  | Descoberta    | Descobridor(es)     | Categoria | Mais informações / Referência |
| Permanente | Provisória | Data        | Local         | Descobridor(es)     | Categoria | Mais informações / Referência |
| ---------- | ---------- | ----------- | ------------- | ------------------- | --------- | ----------------------------- |
| 404701     | 2014 JF2   | 15 jan 2005 | Kitt Peak     | Spacewatch          | —         | MPC                           |
| 404702     | 2014 JM2   | 26 abr 2006 | Catalina      | CSS                 | Juno      | MPC                           |
| 404703     | 2014 JL3   | 30 jan 2006 | Kitt Peak     | Spacewatch          | —         | MPC                           |
| 404704     | 2014 JN3   | 19 dez 2009 | Mount Lemmon  | Mount Lemmon Survey | Flora     | MPC                           |
| 404705     | 2014 JQ3   | 10 jan 2007 | Kitt Peak     | Spacewatch          | —         | MPC                           |
| 404706     | 2014 JV3   | 8 nov 2007  | Mount Lemmon  | Mount Lemmon Survey | —         | MPC                           |
| 404707     | 2014 JM5   | 19 mai 2010 | Mount Lemmon  | Mount Lemmon Survey | —         | MPC                           |
| 404708     | 2014 JT5   | 18 mai 2001 | Socorro       | LINEAR              | —         | MPC                           |
| 404709     | 2014 JN6   | 27 fev 2006 | Kitt Peak     | Spacewatch          | —         | MPC                           |
| 404710     | 2014 JO6   | 25 jan 2009 | Kitt Peak     | Spacewatch          | —         | MPC                           |
| 404711     | 2014 JQ6   | 8 mai 2005  | Mount Lemmon  | Mount Lemmon Survey | —         | MPC                           |
| 404712     | 2014 JH7   | 12 jul 2010 | WISE          | WISE                | —         | MPC                           |
| 404713     | 2014 JX7   | 1 out 2005  | Kitt Peak     | Spacewatch          | —         | MPC                           |
| 404714     | 2014 JB8   | 15 fev 2010 | Catalina      | CSS                 | —         | MPC                           |
| 404715     | 2014 JM8   | 22 dez 2008 | Kitt Peak     | Spacewatch          | —         | MPC                           |
| 404716     | 2014 JK10  | 29 out 2005 | Mount Lemmon  | Mount Lemmon Survey | —         | MPC                           |
| 404717     | 2014 JZ10  | 21 abr 2006 | Kitt Peak     | Spacewatch          | —         | MPC                           |
| 404718     | 2014 JO13  | 17 mar 2004 | Kitt Peak     | Spacewatch          | —         | MPC                           |
| 404719     | 2014 JW13  | 10 dez 2004 | Kitt Peak     | Spacewatch          | —         | MPC                           |
| 404720     | 2014 JA14  | 19 nov 2008 | Mount Lemmon  | Mount Lemmon Survey | —         | MPC                           |
| 404721     | 2014 JJ14  | 2 out 2008  | Kitt Peak     | Spacewatch          | —         | MPC                           |
| 404722     | 2014 JT14  | 7 out 2004  | Socorro       | LINEAR              | —         | MPC                           |
| 404723     | 2014 JG17  | 26 out 2005 | Kitt Peak     | Spacewatch          | —         | MPC                           |
| 404724     | 2014 JU18  | 19 fev 2002 | Kitt Peak     | Spacewatch          | —         | MPC                           |
| 404725     | 2014 JJ19  | 18 dez 2001 | Socorro       | LINEAR              | —         | MPC                           |
| 404726     | 2014 JR19  | 28 fev 2008 | Kitt Peak     | Spacewatch          | —         | MPC                           |
| 404727     | 2014 JZ20  | 24 ago 2007 | Kitt Peak     | Spacewatch          | —         | MPC                           |
| 404728     | 2014 JB21  | 13 abr 2004 | Kitt Peak     | Spacewatch          | —         | MPC                           |
| 404729     | 2014 JM21  | 7 out 2005  | Anderson Mesa | LONEOS              | —         | MPC                           |
| 404730     | 2014 JN21  | 23 set 2006 | Kitt Peak     | Spacewatch          | —         | MPC                           |
| 404731     | 2014 JJ22  | 10 mar 2007 | Kitt Peak     | Spacewatch          | —         | MPC                           |
| 404732     | 2014 JX22  | 12 set 2007 | Mount Lemmon  | Mount Lemmon Survey | —         | MPC                           |
| 404733     | 2014 JY22  | 12 jan 2002 | Kitt Peak     | Spacewatch          | —         | MPC                           |
| 404734     | 2014 JE23  | 29 jan 2009 | Catalina      | CSS                 | Phocaea   | MPC                           |
| 404735     | 2014 JJ23  | 28 nov 1994 | Kitt Peak     | Spacewatch          | —         | MPC                           |
| 404736     | 2014 JK23  | 16 dez 2004 | Kitt Peak     | Spacewatch          | —         | MPC                           |
| 404737     | 2014 JV25  | 31 dez 2007 | Mount Lemmon  | Mount Lemmon Survey | —         | MPC                           |
| 404738     | 2014 JD26  | 17 nov 2006 | Mount Lemmon  | Mount Lemmon Survey | —         | MPC                           |
| 404739     | 2014 JG26  | 20 dez 2004 | Mount Lemmon  | Mount Lemmon Survey | —         | MPC                           |
| 404740     | 2014 JL26  | 21 dez 2008 | Catalina      | CSS                 | —         | MPC                           |
| 404741     | 2014 JA27  | 4 dez 2005  | Kitt Peak     | Spacewatch          | —         | MPC                           |
| 404742     | 2014 JN28  | 21 jun 2009 | Mount Lemmon  | Mount Lemmon Survey | —         | MPC                           |
| 404743     | 2014 JN29  | 2 mai 2006  | Kitt Peak     | Spacewatch          | —         | MPC                           |
| 404744     | 2014 JD31  | 4 mai 2006  | Catalina      | CSS                 | —         | MPC                           |
| 404745     | 2014 JF31  | 27 out 2005 | Anderson Mesa | LONEOS              | Brangane  | MPC                           |
| 404746     | 2014 JG31  | 26 out 2005 | Kitt Peak     | Spacewatch          | —         | MPC                           |
| 404747     | 2014 JO32  | 28 fev 2009 | Kitt Peak     | Spacewatch          | —         | MPC                           |
| 404748     | 2014 JQ32  | 11 mar 2005 | Mount Lemmon  | Mount Lemmon Survey | —         | MPC                           |
| 404749     | 2014 JW32  | 14 abr 2007 | Mount Lemmon  | Mount Lemmon Survey | —         | MPC                           |
| 404750     | 2014 JV33  | 4 out 2004  | Kitt Peak     | Spacewatch          | —         | MPC                           |
| 404751     | 2014 JJ34  | 28 dez 2005 | Kitt Peak     | Spacewatch          | —         | MPC                           |
| 404752     | 2014 JN34  | 8 nov 2007  | Mount Lemmon  | Mount Lemmon Survey | —         | MPC                           |
| 404753     | 2014 JF35  | 31 mar 2008 | Mount Lemmon  | Mount Lemmon Survey | —         | MPC                           |
| 404754     | 2014 JQ35  | 25 nov 2005 | Mount Lemmon  | Mount Lemmon Survey | —         | MPC                           |
| 404755     | 2014 JD37  | 10 out 2007 | Kitt Peak     | Spacewatch          | —         | MPC                           |
| 404756     | 2014 JH37  | 27 set 2006 | Kitt Peak     | Spacewatch          | —         | MPC                           |
| 404757     | 2014 JX37  | 18 jun 2010 | Mount Lemmon  | Mount Lemmon Survey | —         | MPC                           |
| 404758     | 2014 JG38  | 15 out 2007 | Mount Lemmon  | Mount Lemmon Survey | —         | MPC                           |
| 404759     | 2014 JL38  | 13 dez 2006 | Kitt Peak     | Spacewatch          | —         | MPC                           |
| 404760     | 2014 JG39  | 11 abr 1996 | Kitt Peak     | Spacewatch          | —         | MPC                           |
| 404761     | 2014 JQ39  | 20 nov 2008 | Kitt Peak     | Spacewatch          | —         | MPC                           |
| 404762     | 2014 JL40  | 13 jun 2007 | Kitt Peak     | Spacewatch          | —         | MPC                           |
| 404763     | 2014 JC41  | 20 nov 2007 | Kitt Peak     | Spacewatch          | —         | MPC                           |
| 404764     | 2014 JV41  | 15 set 2006 | Kitt Peak     | Spacewatch          | —         | MPC                           |
| 404765     | 2014 JM42  | 9 jan 2007  | Kitt Peak     | Spacewatch          | Brangane  | MPC                           |
| 404766     | 2014 JN42  | 8 mai 2010  | WISE          | WISE                | —         | MPC                           |
| 404767     | 2014 JW42  | 17 nov 2006 | Mount Lemmon  | Mount Lemmon Survey | —         | MPC                           |
| 404768     | 2014 JA43  | 17 fev 2010 | Kitt Peak     | Spacewatch          | —         | MPC                           |
| 404769     | 2014 JG43  | 13 jan 1996 | Kitt Peak     | Spacewatch          | —         | MPC                           |
| 404770     | 2014 JL43  | 13 dez 2004 | Kitt Peak     | Spacewatch          | —         | MPC                           |
| 404771     | 2014 JO43  | 26 mai 2000 | Anderson Mesa | LONEOS              | —         | MPC                           |
| 404772     | 2014 JP43  | 7 dez 2005  | Kitt Peak     | Spacewatch          | —         | MPC                           |
| 404773     | 2014 JW44  | 7 mar 2008  | Catalina      | CSS                 | —         | MPC                           |
| 404774     | 2014 JF46  | 26 abr 2006 | Kitt Peak     | Spacewatch          | —         | MPC                           |
| 404775     | 2014 JH46  | 26 out 2005 | Kitt Peak     | Spacewatch          | —         | MPC                           |
| 404776     | 2014 JO46  | 27 set 2008 | Mount Lemmon  | Mount Lemmon Survey | —         | MPC                           |
| 404777     | 2014 JP46  | 16 nov 1995 | Kitt Peak     | Spacewatch          | —         | MPC                           |
| 404778     | 2014 JP47  | 30 nov 2011 | Catalina      | CSS                 | —         | MPC                           |
| 404779     | 2014 JU49  | 9 mai 2005  | Kitt Peak     | Spacewatch          | —         | MPC                           |
| 404780     | 2014 JW49  | 28 mar 2009 | Catalina      | CSS                 | —         | MPC                           |
| 404781     | 2014 JE50  | 21 dez 2008 | Catalina      | CSS                 | —         | MPC                           |
| 404782     | 2014 JJ50  | 27 jan 2007 | Mount Lemmon  | Mount Lemmon Survey | —         | MPC                           |
| 404783     | 2014 JN50  | 29 mai 2006 | Kitt Peak     | Spacewatch          | —         | MPC                           |
| 404784     | 2014 JJ51  | 4 ago 2003  | Kitt Peak     | Spacewatch          | Mitidika  | MPC                           |
| 404785     | 2014 JW51  | 4 nov 2005  | Mount Lemmon  | Mount Lemmon Survey | —         | MPC                           |
| 404786     | 2014 JB52  | 5 mai 1997  | Socorro       | LINEAR              | —         | MPC                           |
| 404787     | 2014 JC52  | 13 set 2004 | Kitt Peak     | Spacewatch          | —         | MPC                           |
| 404788     | 2014 JT52  | 29 fev 2008 | Mount Lemmon  | Mount Lemmon Survey | —         | MPC                           |
| 404789     | 2014 JR53  | 25 abr 1998 | Kitt Peak     | Spacewatch          | —         | MPC                           |
| 404790     | 2014 JB54  | 11 mar 2008 | Mount Lemmon  | Mount Lemmon Survey | —         | MPC                           |
| 404791     | 2014 JO54  | 7 nov 2007  | Mount Lemmon  | Mount Lemmon Survey | —         | MPC                           |
| 404792     | 2014 JS59  | 28 mai 2009 | Mount Lemmon  | Mount Lemmon Survey | —         | MPC                           |
| 404793     | 2014 JT59  | 8 out 2008  | Catalina      | CSS                 | —         | MPC                           |
| 404794     | 2014 JU59  | 20 out 1995 | Kitt Peak     | Spacewatch          | —         | MPC                           |
| 404795     | 2014 JX59  | 28 abr 2009 | Kitt Peak     | Spacewatch          | —         | MPC                           |
| 404796     | 2014 JG60  | 30 mar 2008 | Catalina      | CSS                 | —         | MPC                           |
| 404797     | 2014 JH60  | 12 mai 2010 | Mount Lemmon  | Mount Lemmon Survey | —         | MPC                           |
| 404798     | 2014 JQ60  | 6 jun 2005  | Kitt Peak     | Spacewatch          | —         | MPC                           |
| 404799     | 2014 JV60  | 12 out 2007 | Mount Lemmon  | Mount Lemmon Survey | —         | MPC                           |
| 404800     | 2014 JW60  | 28 nov 2011 | Kitt Peak     | Spacewatch          | —         | MPC                           |

## 404801–404900
| Designação | Designação | Descoberta  | Descoberta    | Descobridor(es)     | Categoria | Mais informações / Referência |
| Permanente | Provisória | Data        | Local         | Descobridor(es)     | Categoria | Mais informações / Referência |
| ---------- | ---------- | ----------- | ------------- | ------------------- | --------- | ----------------------------- |
| 404801     | 2014 JC61  | 30 mar 2008 | Catalina      | CSS                 | —         | MPC                           |
| 404802     | 2014 JO61  | 26 set 1995 | Kitt Peak     | Spacewatch          | —         | MPC                           |
| 404803     | 2014 JQ61  | 7 out 2010  | Catalina      | CSS                 | Brangane  | MPC                           |
| 404804     | 2014 JR62  | 10 set 2004 | Socorro       | LINEAR              | —         | MPC                           |
| 404805     | 2014 JS62  | 27 set 2006 | Kitt Peak     | Spacewatch          | —         | MPC                           |
| 404806     | 2014 JJ63  | 14 jun 2010 | WISE          | WISE                | —         | MPC                           |
| 404807     | 2014 JS63  | 24 mar 2003 | Kitt Peak     | Spacewatch          | —         | MPC                           |
| 404808     | 2014 JU64  | 13 mar 2010 | Kitt Peak     | Spacewatch          | Mitidika  | MPC                           |
| 404809     | 2014 JY64  | 10 dez 2004 | Kitt Peak     | Spacewatch          | —         | MPC                           |
| 404810     | 2014 JX65  | 2 nov 2007  | Mount Lemmon  | Mount Lemmon Survey | —         | MPC                           |
| 404811     | 2014 JZ65  | 2 jan 2000  | Kitt Peak     | Spacewatch          | —         | MPC                           |
| 404812     | 2014 JB67  | 22 nov 2006 | Mount Lemmon  | Mount Lemmon Survey | Brangane  | MPC                           |
| 404813     | 2014 JM67  | 11 set 2007 | Mount Lemmon  | Mount Lemmon Survey | —         | MPC                           |
| 404814     | 2014 JT67  | 23 mar 2003 | Kitt Peak     | Spacewatch          | —         | MPC                           |
| 404815     | 2014 JD68  | 21 fev 2004 | Kitt Peak     | Spacewatch          | Hanna     | MPC                           |
| 404816     | 2014 JM68  | 22 mai 2001 | Kitt Peak     | Spacewatch          | —         | MPC                           |
| 404817     | 2014 JE70  | 13 fev 2010 | Mount Lemmon  | Mount Lemmon Survey | Mitidika  | MPC                           |
| 404818     | 2014 JW70  | 17 out 2006 | Mount Lemmon  | Mount Lemmon Survey | —         | MPC                           |
| 404819     | 2014 JZ70  | 30 out 2005 | Kitt Peak     | Spacewatch          | —         | MPC                           |
| 404820     | 2014 JL72  | 19 nov 2008 | Mount Lemmon  | Mount Lemmon Survey | —         | MPC                           |
| 404821     | 2014 JM72  | 25 set 2006 | Kitt Peak     | Spacewatch          | —         | MPC                           |
| 404822     | 2014 JN72  | 16 nov 2003 | Kitt Peak     | Spacewatch          | —         | MPC                           |
| 404823     | 2014 JE73  | 28 mai 2000 | Socorro       | LINEAR              | —         | MPC                           |
| 404824     | 2014 JQ73  | 7 set 2011  | Kitt Peak     | Spacewatch          | —         | MPC                           |
| 404825     | 2014 JC74  | 12 set 2004 | Kitt Peak     | Spacewatch          | —         | MPC                           |
| 404826     | 2014 JE74  | 5 abr 2003  | Kitt Peak     | Spacewatch          | —         | MPC                           |
| 404827     | 2014 JP74  | 17 out 2010 | Mount Lemmon  | Mount Lemmon Survey | —         | MPC                           |
| 404828     | 2014 JO75  | 11 jun 2007 | Siding Spring | SSS                 | —         | MPC                           |
| 404829     | 2014 JB76  | 3 nov 2007  | Kitt Peak     | Spacewatch          | —         | MPC                           |
| 404830     | 2014 JH76  | 13 mar 2010 | Kitt Peak     | Spacewatch          | Mitidika  | MPC                           |
| 404831     | 2014 JK76  | 30 jan 2006 | Kitt Peak     | Spacewatch          | —         | MPC                           |
| 404832     | 2014 JL76  | 10 mai 2003 | Kitt Peak     | Spacewatch          | —         | MPC                           |
| 404833     | 2014 JM76  | 17 fev 2010 | Kitt Peak     | Spacewatch          | —         | MPC                           |
| 404834     | 2014 JK77  | 28 out 2008 | Kitt Peak     | Spacewatch          | —         | MPC                           |
| 404835     | 2014 JN77  | 28 out 2005 | Kitt Peak     | Spacewatch          | —         | MPC                           |
| 404836     | 2014 JR77  | 16 nov 2006 | Mount Lemmon  | Mount Lemmon Survey | —         | MPC                           |
| 404837     | 2014 JW77  | 11 mar 2008 | Catalina      | CSS                 | —         | MPC                           |
| 404838     | 2014 JB78  | 7 ago 2010  | XuYi          | PMO NEO             | —         | MPC                           |
| 404839     | 2014 JC78  | 13 jun 2010 | WISE          | WISE                | —         | MPC                           |
| 404840     | 2014 KQ1   | 13 mar 2007 | Kitt Peak     | Spacewatch          | —         | MPC                           |
| 404841     | 2014 KW2   | 23 mai 1998 | Kitt Peak     | Spacewatch          | Brangane  | MPC                           |
| 404842     | 2014 KO3   | 15 jun 2005 | Kitt Peak     | Spacewatch          | —         | MPC                           |
| 404843     | 2014 KZ4   | 28 abr 2003 | Kitt Peak     | Spacewatch          | Mitidika  | MPC                           |
| 404844     | 2014 KG5   | 18 nov 2003 | Kitt Peak     | Spacewatch          | —         | MPC                           |
| 404845     | 2014 KD12  | 8 abr 2003  | Kitt Peak     | Spacewatch          | —         | MPC                           |
| 404846     | 2014 KL12  | 26 mar 2003 | Kitt Peak     | Spacewatch          | —         | MPC                           |
| 404847     | 2014 KA13  | 29 mar 2008 | Kitt Peak     | Spacewatch          | —         | MPC                           |
| 404848     | 2014 KM15  | 28 fev 2009 | Kitt Peak     | Spacewatch          | —         | MPC                           |
| 404849     | 2014 KQ15  | 8 fev 2008  | Siding Spring | SSS                 | —         | MPC                           |
| 404850     | 2014 KS15  | 30 ago 2005 | Kitt Peak     | Spacewatch          | —         | MPC                           |
| 404851     | 2014 KT15  | 22 out 2005 | Kitt Peak     | Spacewatch          | —         | MPC                           |
| 404852     | 2014 KK16  | 29 mar 2007 | Kitt Peak     | Spacewatch          | —         | MPC                           |
| 404853     | 2014 KL16  | 12 set 2010 | Mount Lemmon  | Mount Lemmon Survey | —         | MPC                           |
| 404854     | 2014 KM16  | 29 ago 2006 | Catalina      | CSS                 | —         | MPC                           |
| 404855     | 2014 KT16  | 30 abr 1997 | Socorro       | LINEAR              | —         | MPC                           |
| 404856     | 2014 KB17  | 29 out 2005 | Kitt Peak     | Spacewatch          | —         | MPC                           |
| 404857     | 2014 KF17  | 26 mar 2009 | Mount Lemmon  | Mount Lemmon Survey | —         | MPC                           |
| 404858     | 2014 KC18  | 26 mai 2003 | Kitt Peak     | Spacewatch          | —         | MPC                           |
| 404859     | 2014 KF20  | 1 dez 2006  | Mount Lemmon  | Mount Lemmon Survey | —         | MPC                           |
| 404860     | 2014 KO20  | 30 jul 2010 | WISE          | WISE                | —         | MPC                           |
| 404861     | 2014 KX20  | 4 fev 2009  | Mount Lemmon  | Mount Lemmon Survey | —         | MPC                           |
| 404862     | 2014 KF25  | 25 fev 2006 | Kitt Peak     | Spacewatch          | —         | MPC                           |
| 404863     | 2014 KV25  | 7 jun 2000  | Kitt Peak     | Spacewatch          | —         | MPC                           |
| 404864     | 2014 KE27  | 27 jan 2007 | Kitt Peak     | Spacewatch          | Brangane  | MPC                           |
| 404865     | 2014 KW28  | 31 dez 2008 | Catalina      | CSS                 | —         | MPC                           |
| 404866     | 2014 KJ30  | 26 mai 2003 | Kitt Peak     | Spacewatch          | —         | MPC                           |
| 404867     | 2014 KR31  | 19 abr 2007 | Mount Lemmon  | Mount Lemmon Survey | —         | MPC                           |
| 404868     | 2014 KV32  | 11 out 2004 | Kitt Peak     | Spacewatch          | —         | MPC                           |
| 404869     | 2014 KV42  | 1 jul 2009  | Siding Spring | SSS                 | —         | MPC                           |
| 404870     | 2014 KW42  | 15 jun 2009 | Mount Lemmon  | Mount Lemmon Survey | —         | MPC                           |
| 404871     | 2014 KU43  | 24 out 2008 | Mount Lemmon  | Mount Lemmon Survey | —         | MPC                           |
| 404872     | 2014 KC44  | 5 mar 2008  | Mount Lemmon  | Mount Lemmon Survey | —         | MPC                           |
| 404873     | 2014 KF51  | 21 mar 2009 | Mount Lemmon  | Mount Lemmon Survey | —         | MPC                           |
| 404874     | 2014 KW52  | 26 nov 2003 | Kitt Peak     | Spacewatch          | —         | MPC                           |
| 404875     | 2014 KX53  | 25 jul 2010 | WISE          | WISE                | —         | MPC                           |
| 404876     | 2014 KZ53  | 24 jun 2000 | Kitt Peak     | Spacewatch          | —         | MPC                           |
| 404877     | 2014 KB54  | 7 fev 2002  | Socorro       | LINEAR              | —         | MPC                           |
| 404878     | 2014 KA56  | 26 set 2000 | Socorro       | LINEAR              | —         | MPC                           |
| 404879     | 2014 KD56  | 26 jun 2010 | WISE          | WISE                | —         | MPC                           |
| 404880     | 2014 KR56  | 1 nov 2005  | Catalina      | CSS                 | Brangane  | MPC                           |
| 404881     | 2014 KW57  | 17 abr 1996 | Kitt Peak     | Spacewatch          | —         | MPC                           |
| 404882     | 2014 KV58  | 13 jan 2008 | Kitt Peak     | Spacewatch          | —         | MPC                           |
| 404883     | 2014 KD62  | 28 ago 2009 | Catalina      | CSS                 | —         | MPC                           |
| 404884     | 2014 KH65  | 17 dez 2003 | Kitt Peak     | Spacewatch          | —         | MPC                           |
| 404885     | 2014 KC68  | 2 out 2008  | Kitt Peak     | Spacewatch          | —         | MPC                           |
| 404886     | 2014 KJ72  | 19 jan 2002 | Kitt Peak     | Spacewatch          | Brangane  | MPC                           |
| 404887     | 2014 KB73  | 17 set 2006 | Kitt Peak     | Spacewatch          | —         | MPC                           |
| 404888     | 2014 KU73  | 11 mar 2008 | Kitt Peak     | Spacewatch          | —         | MPC                           |
| 404889     | 2014 KS74  | 27 set 2006 | Catalina      | CSS                 | —         | MPC                           |
| 404890     | 2014 KU74  | 19 nov 2008 | Kitt Peak     | Spacewatch          | —         | MPC                           |
| 404891     | 2014 KE75  | 10 abr 2005 | Kitt Peak     | Spacewatch          | —         | MPC                           |
| 404892     | 2014 KJ77  | 9 fev 2007  | Mount Lemmon  | Mount Lemmon Survey | —         | MPC                           |
| 404893     | 2014 KL77  | 17 jan 2007 | Kitt Peak     | Spacewatch          | —         | MPC                           |
| 404894     | 2014 KZ77  | 2 abr 2005  | Catalina      | CSS                 | —         | MPC                           |
| 404895     | 2014 KA78  | 19 jan 2002 | Kitt Peak     | Spacewatch          | —         | MPC                           |
| 404896     | 2014 KZ78  | 19 nov 2003 | Kitt Peak     | Spacewatch          | —         | MPC                           |
| 404897     | 2014 KF81  | 22 out 2006 | Kitt Peak     | Spacewatch          | —         | MPC                           |
| 404898     | 2014 KN81  | 27 out 2005 | Mount Lemmon  | Mount Lemmon Survey | —         | MPC                           |
| 404899     | 2014 KD83  | 28 mai 2000 | Socorro       | LINEAR              | —         | MPC                           |
| 404900     | 2014 KT83  | 8 out 2007  | Catalina      | CSS                 | —         | MPC                           |

## 404901–405000
| Designação | Designação | Descoberta  | Descoberta    | Descobridor(es)     | Categoria | Mais informações / Referência |
| Permanente | Provisória | Data        | Local         | Descobridor(es)     | Categoria | Mais informações / Referência |
| ---------- | ---------- | ----------- | ------------- | ------------------- | --------- | ----------------------------- |
| 404901     | 2014 KT85  | 18 nov 2003 | Kitt Peak     | Spacewatch          | —         | MPC                           |
| 404902     | 2014 KA86  | 28 abr 2010 | WISE          | WISE                | —         | MPC                           |
| 404903     | 2014 KD87  | 22 out 2006 | Mount Lemmon  | Mount Lemmon Survey | —         | MPC                           |
| 404904     | 2014 KJ89  | 22 abr 2007 | Catalina      | CSS                 | —         | MPC                           |
| 404905     | 2014 KM89  | 25 fev 2006 | Kitt Peak     | Spacewatch          | —         | MPC                           |
| 404906     | 2014 KP91  | 14 fev 2002 | Kitt Peak     | Spacewatch          | —         | MPC                           |
| 404907     | 2014 KB92  | 1 fev 2009  | Mount Lemmon  | Mount Lemmon Survey | Phocaea   | MPC                           |
| 404908     | 2014 KH92  | 22 nov 2008 | Kitt Peak     | Spacewatch          | —         | MPC                           |
| 404909     | 2014 KM92  | 4 abr 2008  | Kitt Peak     | Spacewatch          | —         | MPC                           |
| 404910     | 2014 KP95  | 15 mar 2005 | Mount Lemmon  | Mount Lemmon Survey | —         | MPC                           |
| 404911     | 2014 KD96  | 4 nov 2005  | Mount Lemmon  | Mount Lemmon Survey | —         | MPC                           |
| 404912     | 2014 KW96  | 25 fev 2007 | Mount Lemmon  | Mount Lemmon Survey | —         | MPC                           |
| 404913     | 2014 KL97  | 1 mai 2003  | Kitt Peak     | Spacewatch          | —         | MPC                           |
| 404914     | 2014 KB98  | 7 abr 2008  | Mount Lemmon  | Mount Lemmon Survey | —         | MPC                           |
| 404915     | 2014 KH98  | 18 mar 2010 | Mount Lemmon  | Mount Lemmon Survey | —         | MPC                           |
| 404916     | 2014 KU98  | 9 out 2004  | Kitt Peak     | Spacewatch          | —         | MPC                           |
| 404917     | 2014 KO100 | 1 nov 2005  | Mount Lemmon  | Mount Lemmon Survey | —         | MPC                           |
| 404918     | 2014 LR    | 27 dez 2005 | Kitt Peak     | Spacewatch          | —         | MPC                           |
| 404919     | 2014 LF11  | 4 out 2006  | Mount Lemmon  | Mount Lemmon Survey | —         | MPC                           |
| 404920     | 2014 LG11  | 20 nov 2008 | Kitt Peak     | Spacewatch          | —         | MPC                           |
| 404921     | 2014 LW12  | 1 mar 2009  | Mount Lemmon  | Mount Lemmon Survey | —         | MPC                           |
| 404922     | 2014 LZ12  | 21 jan 2010 | WISE          | WISE                | —         | MPC                           |
| 404923     | 2014 LN13  | 16 jun 2007 | Kitt Peak     | Spacewatch          | —         | MPC                           |
| 404924     | 2014 LT13  | 1 jan 2009  | Kitt Peak     | Spacewatch          | —         | MPC                           |
| 404925     | 2014 LA14  | 12 dez 2012 | Mount Lemmon  | Mount Lemmon Survey | —         | MPC                           |
| 404926     | 2014 LN15  | 22 dez 2003 | Kitt Peak     | Spacewatch          | —         | MPC                           |
| 404927     | 2014 LU15  | 26 abr 2009 | Catalina      | CSS                 | —         | MPC                           |
| 404928     | 2014 LL17  | 17 mar 2010 | Mount Lemmon  | Mount Lemmon Survey | —         | MPC                           |
| 404929     | 2014 LG18  | 25 out 2007 | Mount Lemmon  | Mount Lemmon Survey | —         | MPC                           |
| 404930     | 2014 LF20  | 23 mar 2003 | Kitt Peak     | Spacewatch          | —         | MPC                           |
| 404931     | 2014 LG20  | 15 fev 2010 | Kitt Peak     | Spacewatch          | —         | MPC                           |
| 404932     | 2014 LG22  | 17 jan 2009 | Kitt Peak     | Spacewatch          | —         | MPC                           |
| 404933     | 2014 LR23  | 17 jan 2007 | Kitt Peak     | Spacewatch          | —         | MPC                           |
| 404934     | 2014 MF4   | 22 dez 2008 | Kitt Peak     | Spacewatch          | —         | MPC                           |
| 404935     | 2014 ML7   | 20 jun 2010 | Mount Lemmon  | Mount Lemmon Survey | —         | MPC                           |
| 404936     | 2014 MN7   | 5 out 2007  | Siding Spring | SSS                 | —         | MPC                           |
| 404937     | 2014 MP7   | 1 nov 2010  | Mount Lemmon  | Mount Lemmon Survey | —         | MPC                           |
| 404938     | 2014 MT7   | 15 dez 2006 | Mount Lemmon  | Mount Lemmon Survey | —         | MPC                           |
| 404939     | 2014 MR9   | 16 abr 2007 | Catalina      | CSS                 | —         | MPC                           |
| 404940     | 2014 MG11  | 23 fev 2007 | Mount Lemmon  | Mount Lemmon Survey | —         | MPC                           |
| 404941     | 2014 MW14  | 22 set 2009 | Catalina      | CSS                 | —         | MPC                           |
| 404942     | 2014 MJ20  | 16 mar 2004 | Siding Spring | SSS                 | —         | MPC                           |
| 404943     | 6824 P-L   | 24 set 1960 | Palomar       | PLS                 | —         | MPC                           |
| 404944     | 3493 T-3   | 16 out 1977 | Palomar       | PLS                 | —         | MPC                           |
| 404945     | 1981 EM32  | 7 mar 1981  | Siding Spring | S. J. Bus           | —         | MPC                           |
| 404946     | 1993 TO26  | 9 out 1993  | La Silla      | E. W. Elst          | —         | MPC                           |
| 404947     | 1995 SR15  | 18 set 1995 | Kitt Peak     | Spacewatch          | —         | MPC                           |
| 404948     | 1995 YL9   | 18 dez 1995 | Kitt Peak     | Spacewatch          | Brangane  | MPC                           |
| 404949     | 1996 GA4   | 9 abr 1996  | Kitt Peak     | Spacewatch          | —         | MPC                           |
| 404950     | 1996 TG4   | 8 out 1996  | Haleakala     | NEAT                | —         | MPC                           |
| 404951     | 1996 TV18  | 4 out 1996  | Kitt Peak     | Spacewatch          | —         | MPC                           |
| 404952     | 1996 TQ28  | 7 out 1996  | Kitt Peak     | Spacewatch          | —         | MPC                           |
| 404953     | 1996 VA25  | 10 nov 1996 | Kitt Peak     | Spacewatch          | —         | MPC                           |
| 404954     | 1996 XX17  | 7 dez 1996  | Kitt Peak     | Spacewatch          | —         | MPC                           |
| 404955     | 1997 SK11  | 23 set 1997 | Kitt Peak     | Spacewatch          | —         | MPC                           |
| 404956     | 1998 BN9   | 18 jan 1998 | Kitt Peak     | Spacewatch          | —         | MPC                           |
| 404957     | 1998 BU38  | 29 jan 1998 | Kitt Peak     | Spacewatch          | Eos       | MPC                           |
| 404958     | 1998 DF11  | 25 fev 1998 | Haleakala     | NEAT                | —         | MPC                           |
| 404959     | 1998 RS13  | 13 set 1998 | Kitt Peak     | Spacewatch          | —         | MPC                           |
| 404960     | 1998 RM56  | 14 set 1998 | Socorro       | LINEAR              | —         | MPC                           |
| 404961     | 1998 SW8   | 20 set 1998 | Kitt Peak     | Spacewatch          | —         | MPC                           |
| 404962     | 1998 SL40  | 24 set 1998 | Kitt Peak     | Spacewatch          | —         | MPC                           |
| 404963     | 1998 SD52  | 28 set 1998 | Kitt Peak     | Spacewatch          | —         | MPC                           |
| 404964     | 1998 SL97  | 26 set 1998 | Socorro       | LINEAR              | —         | MPC                           |
| 404965     | 1998 TP8   | 12 out 1998 | Kitt Peak     | Spacewatch          | —         | MPC                           |
| 404966     | 1998 TQ22  | 13 out 1998 | Kitt Peak     | Spacewatch          | —         | MPC                           |
| 404967     | 1999 BV28  | 13 jan 1999 | Kitt Peak     | Spacewatch          | —         | MPC                           |
| 404968     | 1999 TE43  | 3 out 1999  | Kitt Peak     | Spacewatch          | Mitidika  | MPC                           |
| 404969     | 1999 TL58  | 6 out 1999  | Kitt Peak     | Spacewatch          | —         | MPC                           |
| 404970     | 1999 TR207 | 14 out 1999 | Socorro       | LINEAR              | —         | MPC                           |
| 404971     | 1999 TY214 | 15 out 1999 | Socorro       | LINEAR              | —         | MPC                           |
| 404972     | 1999 TJ264 | 15 out 1999 | Kitt Peak     | Spacewatch          | Juno      | MPC                           |
| 404973     | 1999 UF57  | 29 out 1999 | Kitt Peak     | Spacewatch          | Brangane  | MPC                           |
| 404974     | 1999 VF75  | 5 nov 1999  | Kitt Peak     | Spacewatch          | —         | MPC                           |
| 404975     | 1999 VM80  | 4 nov 1999  | Socorro       | LINEAR              | —         | MPC                           |
| 404976     | 1999 VT107 | 9 nov 1999  | Socorro       | LINEAR              | —         | MPC                           |
| 404977     | 1999 VA113 | 9 nov 1999  | Socorro       | LINEAR              | —         | MPC                           |
| 404978     | 1999 WC19  | 30 nov 1999 | Kitt Peak     | Spacewatch          | —         | MPC                           |
| 404979     | 1999 XQ139 | 2 dez 1999  | Kitt Peak     | Spacewatch          | —         | MPC                           |
| 404980     | 1999 XH145 | 15 nov 1999 | Kitt Peak     | Spacewatch          | —         | MPC                           |
| 404981     | 1999 XR251 | 9 dez 1999  | Kitt Peak     | Spacewatch          | —         | MPC                           |
| 404982     | 1999 XG255 | 4 dez 1999  | Kitt Peak     | Spacewatch          | —         | MPC                           |
| 404983     | 1999 XO260 | 7 dez 1999  | Socorro       | LINEAR              | —         | MPC                           |
| 404984     | 1999 YE8   | 16 dez 1999 | Kitt Peak     | Spacewatch          | —         | MPC                           |
| 404985     | 2000 AJ220 | 8 jan 2000  | Kitt Peak     | Spacewatch          | —         | MPC                           |
| 404986     | 2000 BL39  | 27 jan 2000 | Kitt Peak     | Spacewatch          | —         | MPC                           |
| 404987     | 2000 CA3   | 2 fev 2000  | Socorro       | LINEAR              | —         | MPC                           |
| 404988     | 2000 CL73  | 7 fev 2000  | Kitt Peak     | Spacewatch          | —         | MPC                           |
| 404989     | 2000 DJ89  | 26 fev 2000 | Kitt Peak     | Spacewatch          | —         | MPC                           |
| 404990     | 2000 DB111 | 29 fev 2000 | Socorro       | LINEAR              | —         | MPC                           |
| 404991     | 2000 EU4   | 2 mar 2000  | Kitt Peak     | Spacewatch          | —         | MPC                           |
| 404992     | 2000 GB3   | 5 abr 2000  | Socorro       | LINEAR              | —         | MPC                           |
| 404993     | 2000 GR132 | 12 abr 2000 | Haleakala     | NEAT                | —         | MPC                           |
| 404994     | 2000 QZ186 | 26 ago 2000 | Socorro       | LINEAR              | —         | MPC                           |
| 404995     | 2000 QA210 | 31 ago 2000 | Socorro       | LINEAR              | —         | MPC                           |
| 404996     | 2000 RZ36  | 3 set 2000  | Socorro       | LINEAR              | —         | MPC                           |
| 404997     | 2000 RA85  | 2 set 2000  | Anderson Mesa | LONEOS              | —         | MPC                           |
| 404998     | 2000 SP30  | 24 set 2000 | Socorro       | LINEAR              | —         | MPC                           |
| 404999     | 2000 SW262 | 25 set 2000 | Socorro       | LINEAR              | —         | MPC                           |
| 405000     | 2000 SQ288 | 27 set 2000 | Socorro       | LINEAR              | —         | MPC                           |